# Barroco napolitano

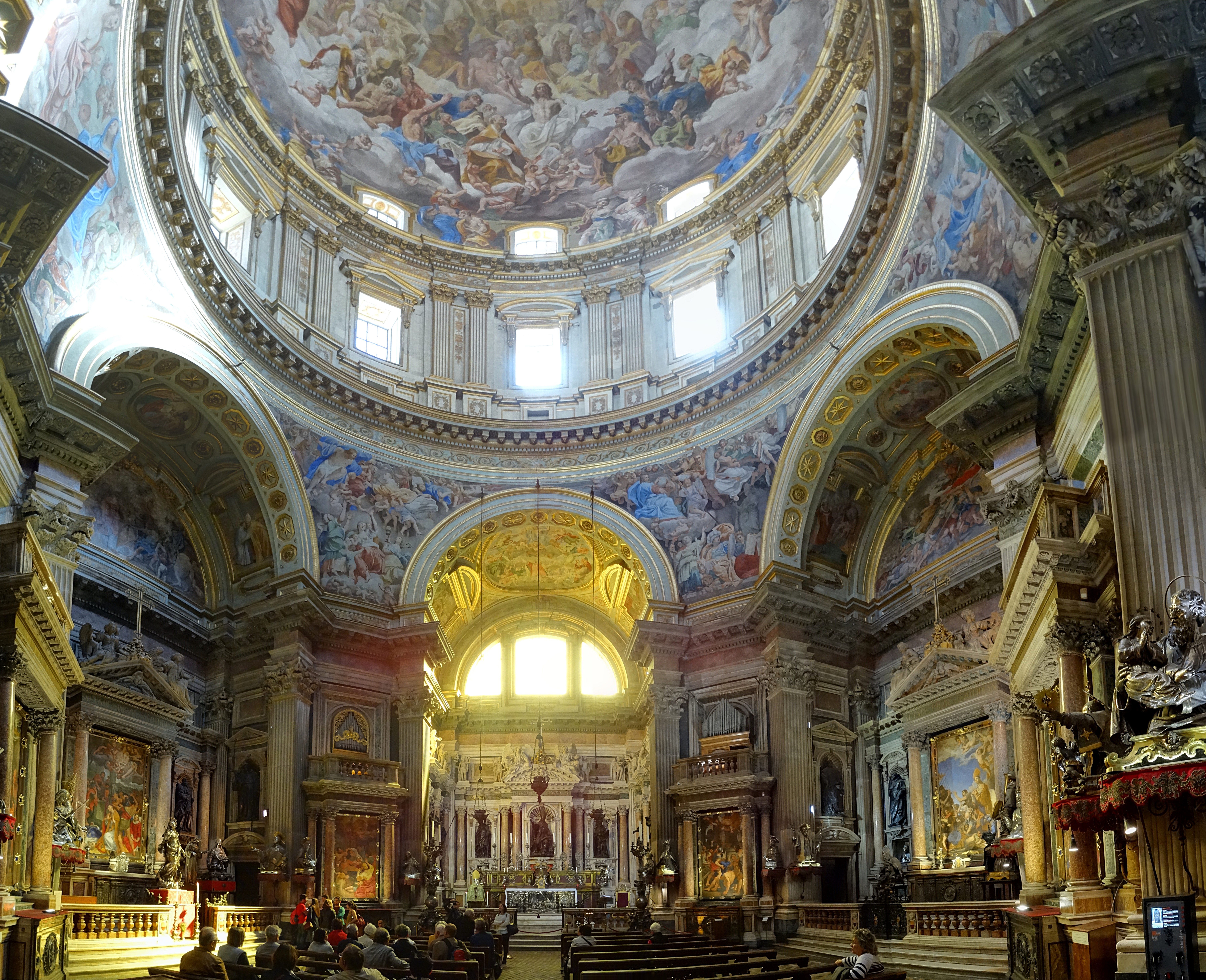
Vista de la cúpula de la capilla Real del Tesoro di San Gennaro (1608-1646), obra de F. Grimaldi con frescos de Lanfranco y Domenichino

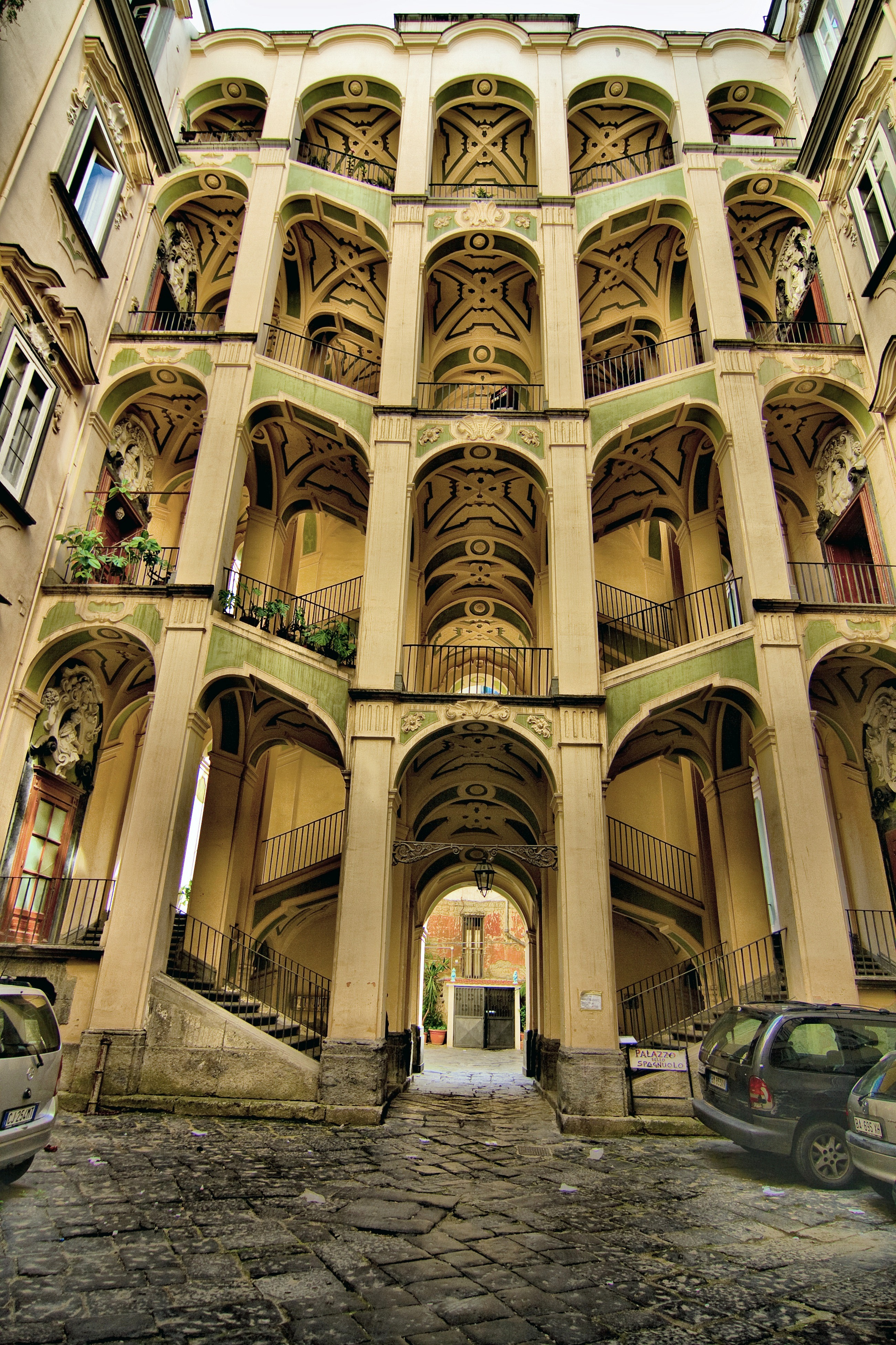
Escalera napolitana típica del Palazzo dello Spagnolo (1738, obra de Ferdinando Sanfelice y Francesco Attanasio

El barroco napolitano fue una forma artística y arquitectónica que se desarrolló en Nápoles a principios del siglo XVII y floreció a mediados del mismo siglo con las obras de varios arquitectos locales altamente cualificados, alcanzó su apogeo con una arquitectura influenciada por el rococó y el barroco austriaco y terminó a a mediados del siglo siguiente, con la llegada de arquitectos de formación neoclásica. Se reconoce por sus llamativas decoraciones de mármol y estuco que caracterizaron la estructura portante de los edificios.
La arquitectura barroca en la Italia meridional produjo sus resultados más significativos solo en el siglo XVIII. Sin embargo, desde 1610 y en las décadas siguientes en Nápoles, entonces bajo dominio español, se construyeron muchas iglesias barrocas, a menudo adornadas con ricas decoraciones de mármol o estuco (comparables con los interiores berninianos), pero privadas de los inventos espaciales y su fusión con la arquitectura típica del barroco romano.
Los locales investigaban con la actividad de arquitectos como Francesco Grimaldi (1543-1613), autor de algunos edificios religiosos importantes (como la basílica de Santa Maria degli Angeli en Pizzofalcone y la capilla Real del Tesoro di San Gennaro (1608-1646)) en los que se aplicó una decoración barroca todavía sobre plantas clásicas.
La figura más prominente en la ciudad de Nápoles fue Cosimo Fanzago  (1591-1678), quien trabajó en la certosa de San Martino, erigió la iglesia de Santa María Egiziaca en Pizzofalcone, el palazzo Donn'Anna y la Guglia di San Gennaro. La planta de Santa Maria Egiziaca, la iglesia más hermosa de Fanzago, se relaciona con iglesia de Sant'Agnese en Agone, mientras que el diseño de la cúpula deriva de Sant'Andrea al Quirinale de Bernini; sin embargo, contrariamente a los modelos romanos, existe una economía extrema en la definición de los detalles y el énfasis puesto en las partes estructurales, pintadas de blanco, que producen un efecto de imponente simplicidad. El palazzo Donn'Anna (nunca completado) y la Guglia di San Gennaro, en cambio, representan dos extrañas creaciones compuestas que atestiguan la versatilidad de Fanzago para dominar el amplio abanico de posibilidades que ofrecía la arquitectura del siglo XVII: desde la reinterpretación de los motivos tradicionales hasta la mezcla de elementos manieristas y barrocos.
Sólo a principios del siglo XVIII con Ferdinando Sanfelice (1675-1748) la arquitectura napolitana se dirigió hacia una verdadera sensibilidad barroca para las formas espaciales complejas. Sanfelice fue sobre todo el artífice de una arquitectura civil de elegancia incomparable, basada en la interpenetración de espacios interiores y exteriores, que alcanzaron los niveles más altos en las grandiosas escaleras de doble bóveda, como las del palazzo dello Spagnolo y del palazzo Sanfelice, edificio que el arquitecto construyó para él y su familia en el Rione Sanità.
La última fase de la arquitectura barroca en Nápoles —ya bajo dominio austríaco—, y en Italia, se ejemplifica en el palacio de Caserta (1752-1774) de Luigi Vanvitelli, supuestamente el edificio más grande erigido en Europa en el siglo XVIII. Inspirado en los modelos franceses y españoles contemporáneos, el palacio está hábilmente relacionado con el paisaje. En Nápoles y Caserta, Vanvitelli practicó un estilo académico clásico y sobrio, con igual atención a la estética y a la ingeniería, un estilo que haría fácil la transición al neoclasicismo.
Este estilo, que se difundió en Campania y en el sur del Lacio —donde se construyó la abadía de Montecasino, ejemplo de la arquitectura barroca napolitana fuera de Nápoles—, no atrajo la atención de la crítica internacional hasta el siglo XX, gracias al libro Neapolitan Baroque and Rococo Architecture de Anthony Blunt.

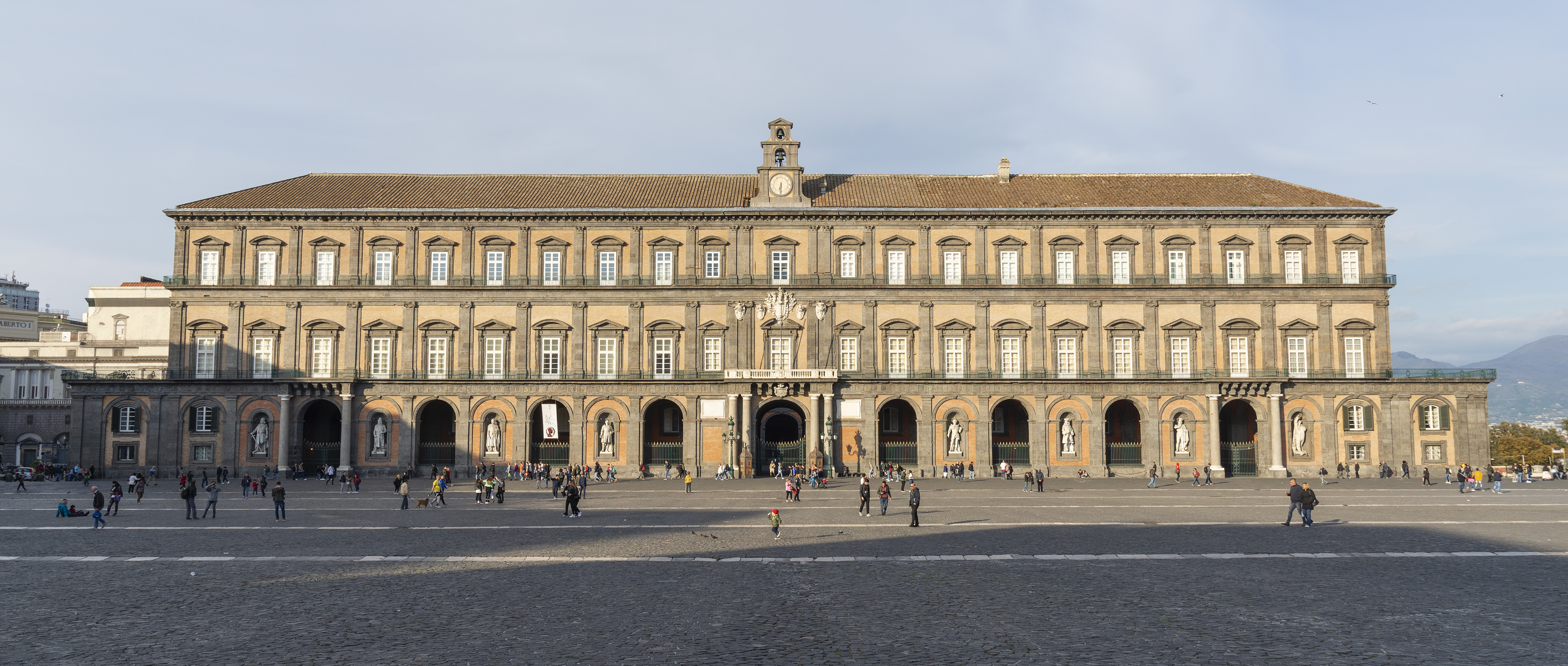
Palacio Real de Nápoles (1600-1616), de Domenico Fontana, encargado por el virrey Fernando Ruiz de Castro, uno de los primeros ejemplos civiles de transición tardorrenacentista-barroco
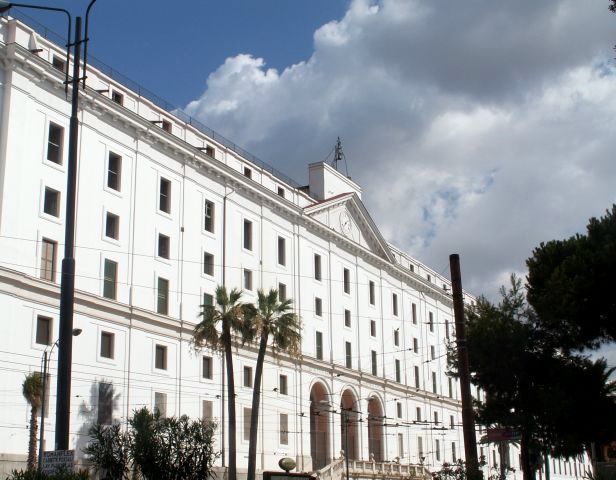
Real Albergo dei Poveri (1751-?), de Ferdinando Fuga, una de las construcciones europeas más grandes del siglo XVIII
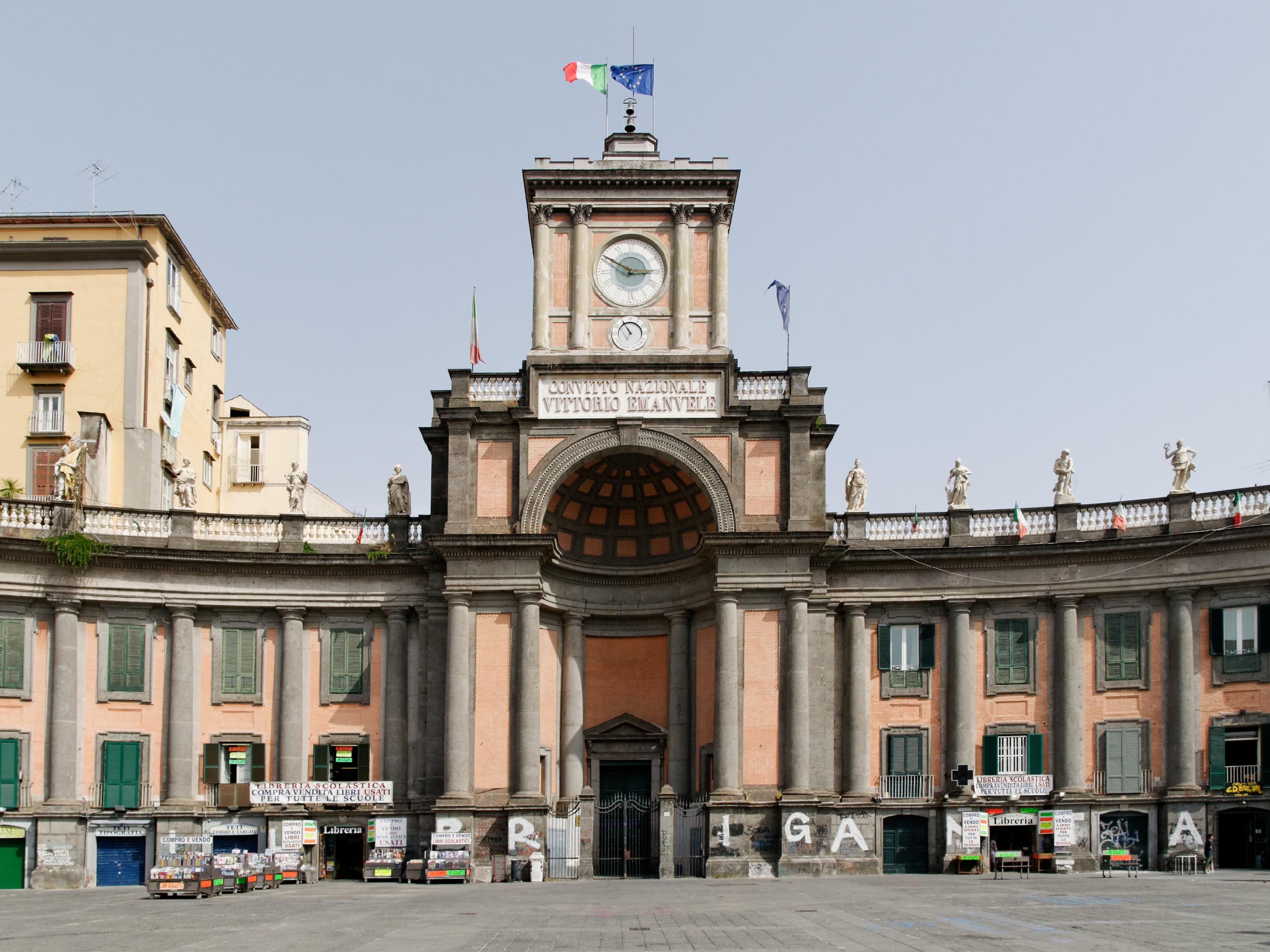
Foro Carolino (1757-1765), de Luigi Vanvitelli, ejemplo del urbanismo barroco napolitano
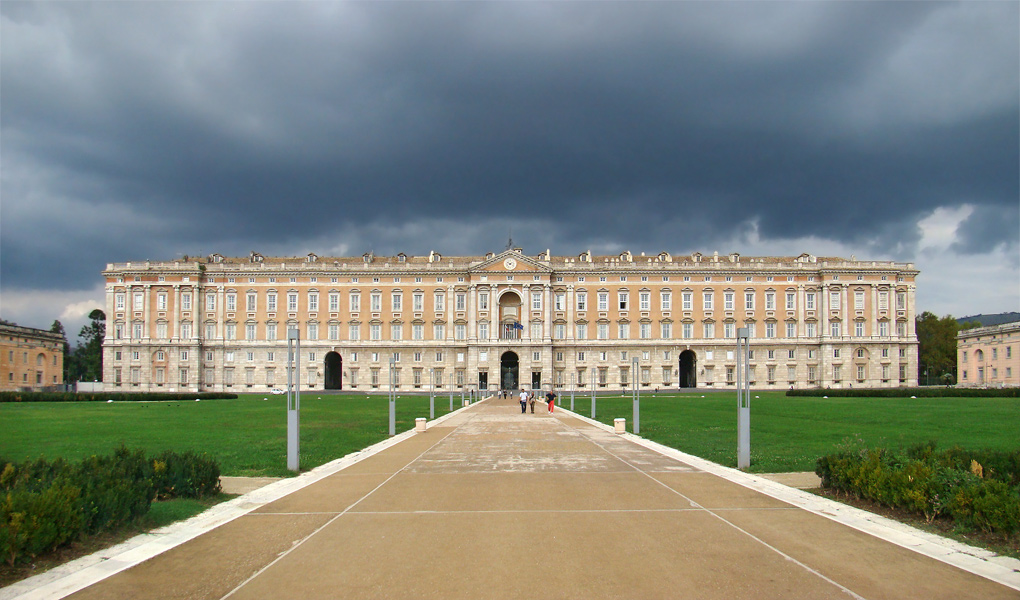
Palacio de Caserta (1752-1774) de Luigi Vanvitelli para el rey Carlos VII para ser centro administrativo y cortesano del nuevo Reino de Nápoles

## Características del barroco napolitano

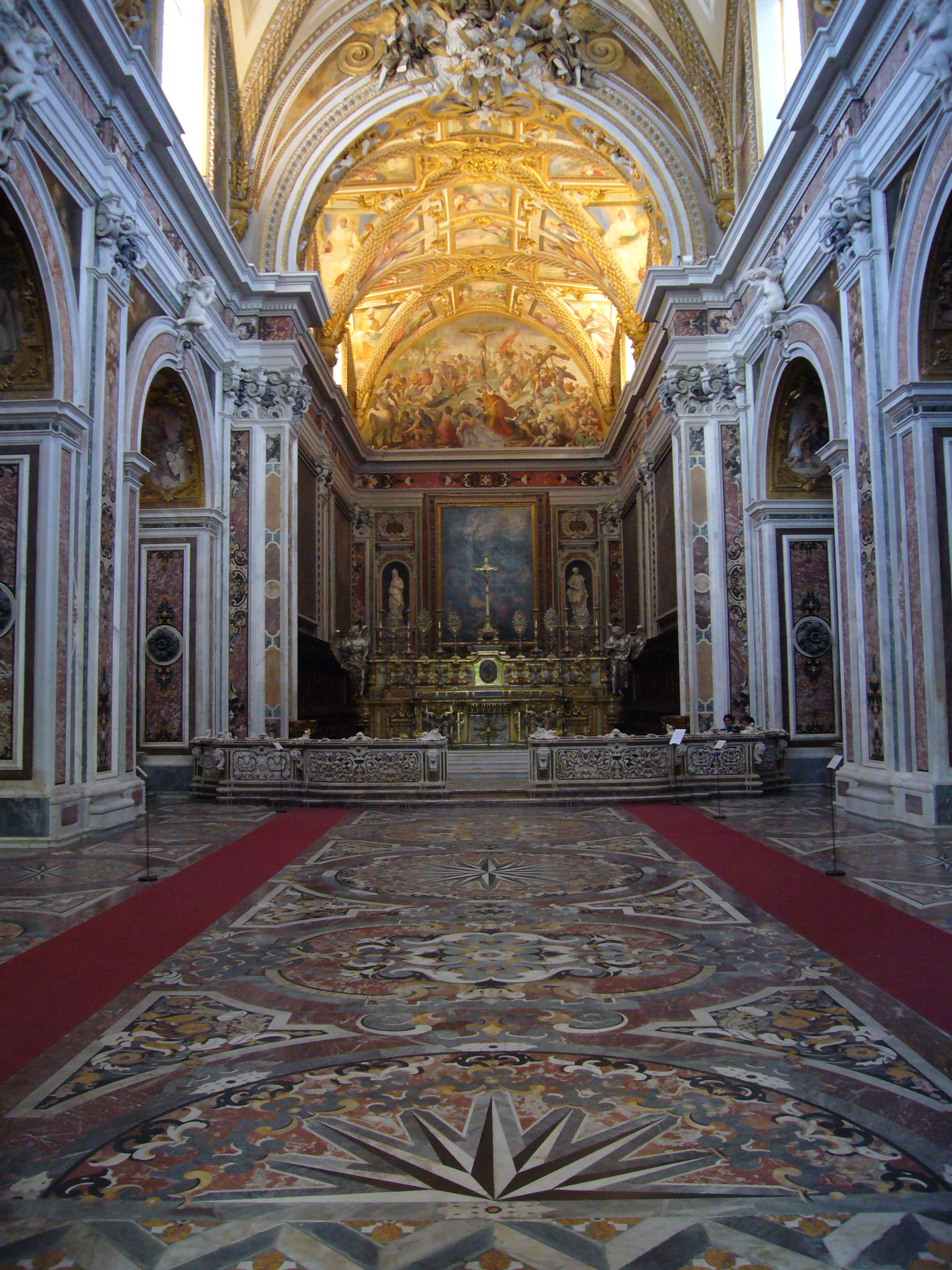
Iglesia de la Cartuja de San Martino

La arquitectura barroca se desarrolló en Roma a principios del siglo XVII, bajo la influencia de la herencia cultural de Miguel Ángel y las obras de Carlo Maderno, entre otros. Las exigencias dictadas por la Contrarreforma condujeron a la creación de un estilo con tendencia a exaltar el carácter central de la Iglesia católica, pero también de expresar las frivolidades de la vida temporal y la nueva filosofía científica de Copérnico y Galileo, ampliando las fronteras del conocimiento y haciendo alusión a la vida-sueño, como se percibe en la filosofía de Descartes y las obras de Shakespeare y Calderón.
Las características esenciales de la arquitectura barroca son el uso de las líneas curvas, tortuosas, a veces con motivos muy complejos e indescifrables. Además, un fuerte sentimiento de teatralidad incita al artista a la exuberancia decorativa, combinando la pintura, la escultura y el estuco en la composición espacial, subrayando el conjunto mediante juegos sugerentes de luces y sombras.
Las características del barroco romano no tardaron en salir de los límites de la Ciudad Eterna. En Nápoles, los temas barrocos, combinados con los del manierismo toscano, recibieron la influencia —sobre todo en las tres primeras décadas del siglo XVII— de arquitectos no formados en la ciudad, entre los que se puede citar a Giovanni Antonio Dosio, al ferrarés Bartolomeo Picchiatti y al teatino Francesco Grimaldi, originario de Oppido Lucano y formado en Roma. Se atribuyen a Dosio varias obras, como la iglesia de los Girolamini, la cartuja de San Martino, ambas reinterpretaciones del manierismo tardío del Renacimiento toscano. Picchiatti parece gustar más del primer barroco romano, mientras que Grimaldi forma parte del grupo de arquitectos religiosos, como el dominico Giuseppe Nuvolo y el jesuita Giuseppe Valeriano. Grimaldi, tras trabajar con éxito en distintos proyectos en Roma, se encargó de diseñar la basílica Santa Maria degli Angeli a Pizzofalcone y la capilla del Tesoro de San Genaro de la catedral de Nápoles, donde la decoración barroca se aplicó sobre infraestructuras clásicas.
No obstante, el personaje emergente del siglo será Cosimo Fanzago. Lombardo de nacimiento, se estableció durante el segundo decenio del siglo XVII en Nápoles, donde diseñó numerosas obras escultóricas y arquitectónicas: edificios religiosos, civiles y decoraciones interiores de iglesias en mármoles polícromos y marquetería de mármol.
En el siglo XVIII, Antonio Canevari, Domenico Antonio Vaccaro, Ferdinando Sanfelice, Niccolò Tagliacozzi Canale y muchos otros cambiaron de manera radical el aspecto de la ciudad.
Los arquitectos se encargaron de remodelar los edificios existentes o de crear nuevas obras en las reducidas parcelas de terreno del interior de la villa. Las obras estaban sujetas a ciertas limitaciones en su construcción, de forma que en los edificios del Nápoles barroco es posible identificar una serie de características, sobre todo en los edificios religiosos:
- Las fachadas de las iglesias tienen casi siempre formas rectilíneas, a menudo no respetan la orientación de la nave, y se sacrifica su ligereza para unirlas a las fachadas de los edificios colindantes. Para dar discontinuidad y ritmo a la masa de los muros se utilizan lesenas, en ocasiones acompañadas de nichos. Algunas iglesias tienen apariencia más compleja, como dobles fachadas.
- Las plantas preferidas son las de forma de cuadrilátero, para no ocupar espacio que podría dedicarse a la construcción de otros edificios. Sin embargo, también existen iglesias con planta de cruz latina, y en menor medida, de cruz griega o elipse. En el siglo XVIII se observa la presencia de formas más libres e inusuales, como la iglesia de la Inmaculada Concepción de Montecalvario, en la que la cruz griega se inscribe en un octógono para formar una girola que une las distintas capillas situadas a la entrada y en el ábside.
- A causa de las irregularidades del suelo, las iglesias se construyen sobre terraplenes artificiales que se salvan con escalinatas.
- Los edificios se construyen alrededor de un patio, al fondo del cual se extiende una escalera abierta de doble rampa.
- Para conseguir claroscuros, se utilizan mármoles, piperno y en ocasiones, toba.
- Los portales de los edificios son de mármol, piperno o una mezcla de ambos.

## Historia y evolución del estilo

### Primera fase (1582-1626)

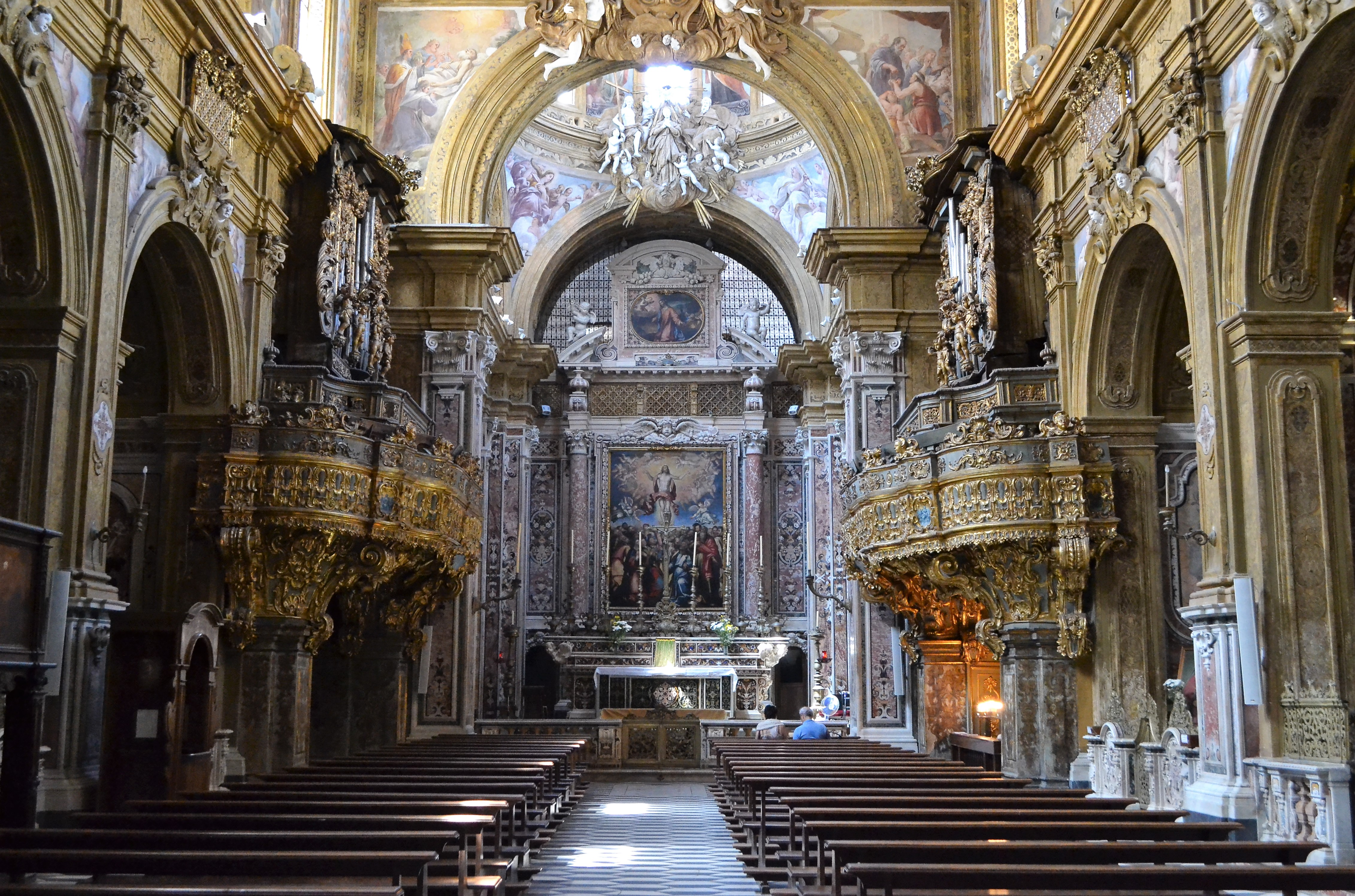
Nave de la iglesia de San Gregorio Armeno (1572-1589

, proyecto de Giovanni Francesco Mormando, ejecutado por Giovanni Vincenzo Della Monica y Giovan Battista Cavagna, decorada con frescos de Luca Giordano.

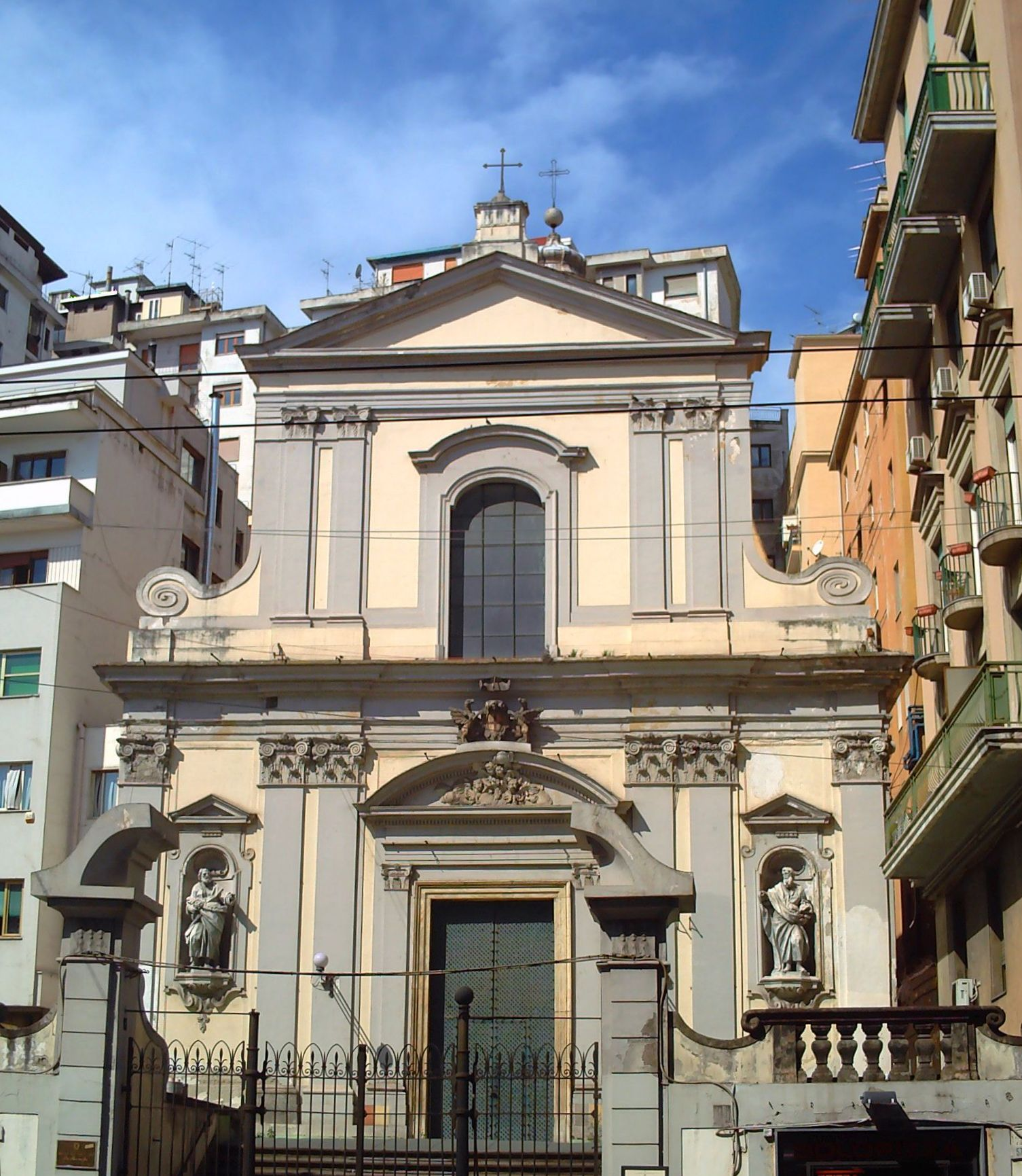
Iglesia de San Giorgio dei Genovesi

La primera fase del barroco napolitano comienza en el siglo XVI con los planes de urbanización a iniciativa de Pedro Álvarez de Toledo, el primero en planificar una expansión razonable de la villa. En la segunda mitad del siglo XVIII, se construyen los Quartieri Spagnoli y los barrios extramuros de la capital del reino —como Vergini y Sant'Antonio Abate—, mientras que en las laderas de Vomero se desarrollan otros polos urbanos aledaños a la ciudad.
La realización más importante del siglo XVII es el proyecto de Ferdinando Manlio y Giovanni Beninasa para la Via Toledo, cerca de la cual el virrey decidió construir, a lo largo de las laderas de la colina de Vomero, el barrio para alojar las guarniciones militares españolas, y, al otro lado, residencias de la nobleza local. El proyecto, en parte olvidado, preveía la construcción unitaria de bloques adosados a lo largo de la calle. Durante ese tiempo, Pedro de Toledo y otros virreyes comenzaron una lenta transformación de los arrabales en barrios de la ciudad.
Esta fase se subdivide en dos grandes periodos, el primero de 1582 a 1613 y el segundo de 1613 a 1626. El primero puede considerarse una fase de premisas, siempre caracterizada por edificios de estilo manierista romano. El artista más importante del cambio de siglo es Domenico Fontana (1543-1607) , autor del palacio real y el Complesso di Gesù e Maria, que murió en Nápoles en 1627. También es notable la obra de Giovan Battista Cavagna (ca. 1545-1613), que trabajó en varios proyecto de la capital inspirándose en los cánones clásicos y en los tratados de Jacopo Vignola. Por el contrario, en el segundo periodo, los maestros y arquitectos napolitanos adquirieron una mayor autonomía en lo que respecta al diseño. Este periodo finaliza con la llegada de Cosimo Fanzago, escultor lombardo naturalizado napolitano (en esa época, estos territorios no dependían de la misma corona). En el mismo periodo se encontraba también activo Giovan Giacomo di Conforto, que llevó a cabo diversas restauraciones, participó en grandes obras de la ciudad, y fue supervisor de la construcción de la cartuja de San Martino hasta 1626, fecha en que fue sustituido por Fanzago. Otras dos personalidades importantes fueron Giulio Cesare Fontana, hermano de Domenico Fontan], y su colaborador, el ferrarés Bartolomeo Picchiatti (1571-1643), que se independizó tras el fallecimiento de Fontana y fue autor de importantes edificios religiosos como las iglesias de Santa Maria della Stella y de San Giorgio dei Genovesi.
También hay que tener en cuenta a las órdenes monásticas y a las congregaciones religiosas que construyeron, intra o extramuros, sus complejos religiosos. La contrarreforma tuvo una fuerte influencia en la ciudad, de forma que las autoridades debían suministrar solares edificables a las congregaciones y órdenes religiosas más importantes. Algunas de las primeras construcciones fueron el Complesso di Gesù e Maria, la iglesia de Gesù Nuovo y la basílica Santa Maria della Sanità, estas últimas construidas por los jesuitas y los dominicos respectivamente.

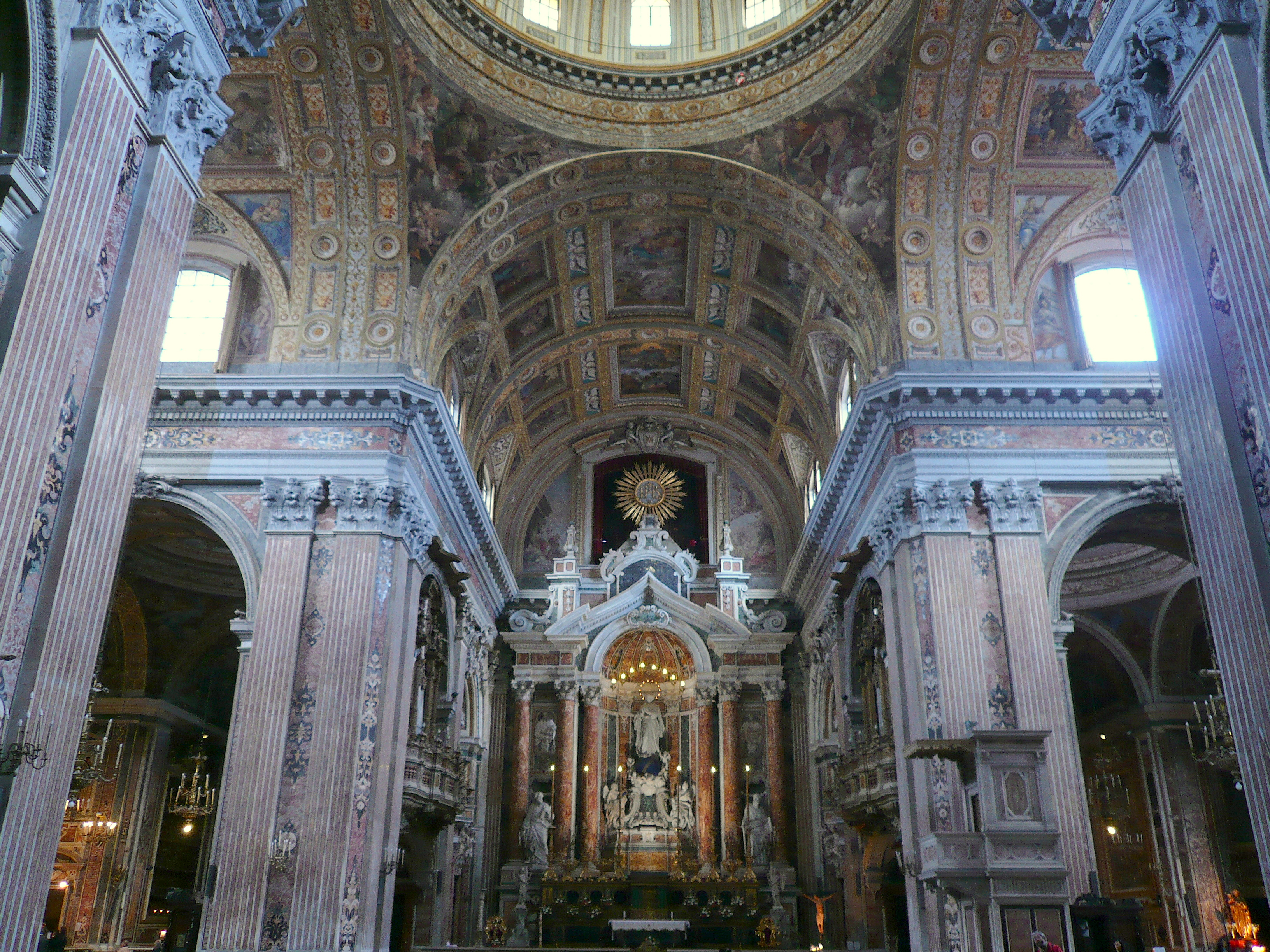
Interior de la iglesia de Gesù Nuovo

Las órdenes monásticas y las congregaciones docentes u hospitalarios construyeron otros complejos, como la cartuja de San Martino, la basílica de San Paolo Maggiore y la iglesia de los Girolamini, en cuya construcción, que se alargó más de cien años, intervinieron varios arquitectos. La primera intervención es la de Giovanni Dosio, entre 1589 y 1609, y la última acción del proyecto de renovación se remonta a mediados del siglo XVIII, con Nicola Tagliacozzi Canale. En la construcción de San Paolo Maggiore, para la orden de los teatinos, se sucedieron Giovan Battista Cavagna y Giovan Giacomo di Conforto. Giovanni Antonio Dosio y después Dionisio Nencioni di Bartolomeo edificaron a finales del siglo XVIII para los oratorianos la Iglesia de Girolamini, cuya cúpula fue construida a mediados del siglo siguiente por Dionisio Lazzari.
Las órdenes monásticas y las congregaciones no eran ajenas a los cambios culturales de la época, y se interesaron por las realizaciones arquitectónicas de sus conventos. Como consecuencia, un considerable número de arquitectos entraron en órdenes religiosas o en congregaciones docentes u hospitalarias, y ejercieron sus actividades en el seno de su orden o fuera de ella. Entre ellos los jesuitas Giuseppe Valeriano (1542-1596) y Pietro Provedi, el dominico Giuseppe Nuvolo, el teatino Francesco Grimaldi, el barnabita Giovanni Ambrogio Mazenta (1565-1635), Agatio Stoia, que presenta un proyecto para la iglesia de San Fernando, puesta en principio bajo la advocación de san Francisco Javier, por lo que se deduce que era jesuita, y finalmente, Giovanni Vincenzo Casali.
Las soluciones de planimetría de los edificios sagrados siguieron fieles al esquema de una disposición central que puede inscribirse en un rectángulo, con transepto y ábside también rectangulares. La basílica de San Paolo Maggiore, con tres naves laterales y un ábside semicircular, la iglesia de Gesù Nuovo, con tres naves, y la iglesia de los Girolamini, también de tres naves, son las excepciones.
Dignos de mención son los edificios civiles, diseñados con sucesiones de esbeltos arcos, muy evidentes en los patios de las casas particulares, recubiertos de piperno, con el fin de conseguir un fuerte contraste de claroscuros.

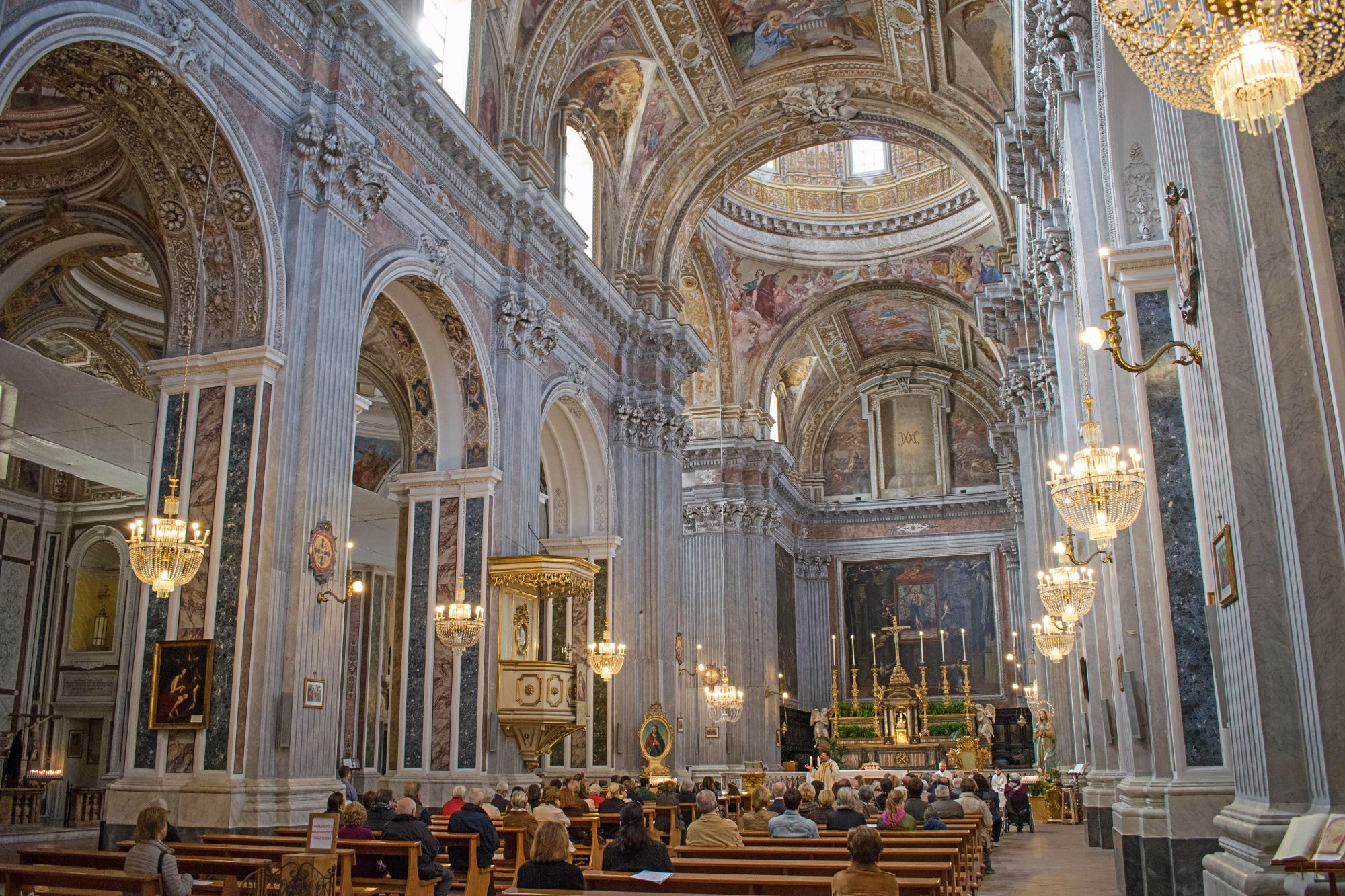
Nave de la basilica de Santa Maria degli Angeli a Pizzofalcone, Nápoles (1587-1610), obra de Francesco  Grimaldi
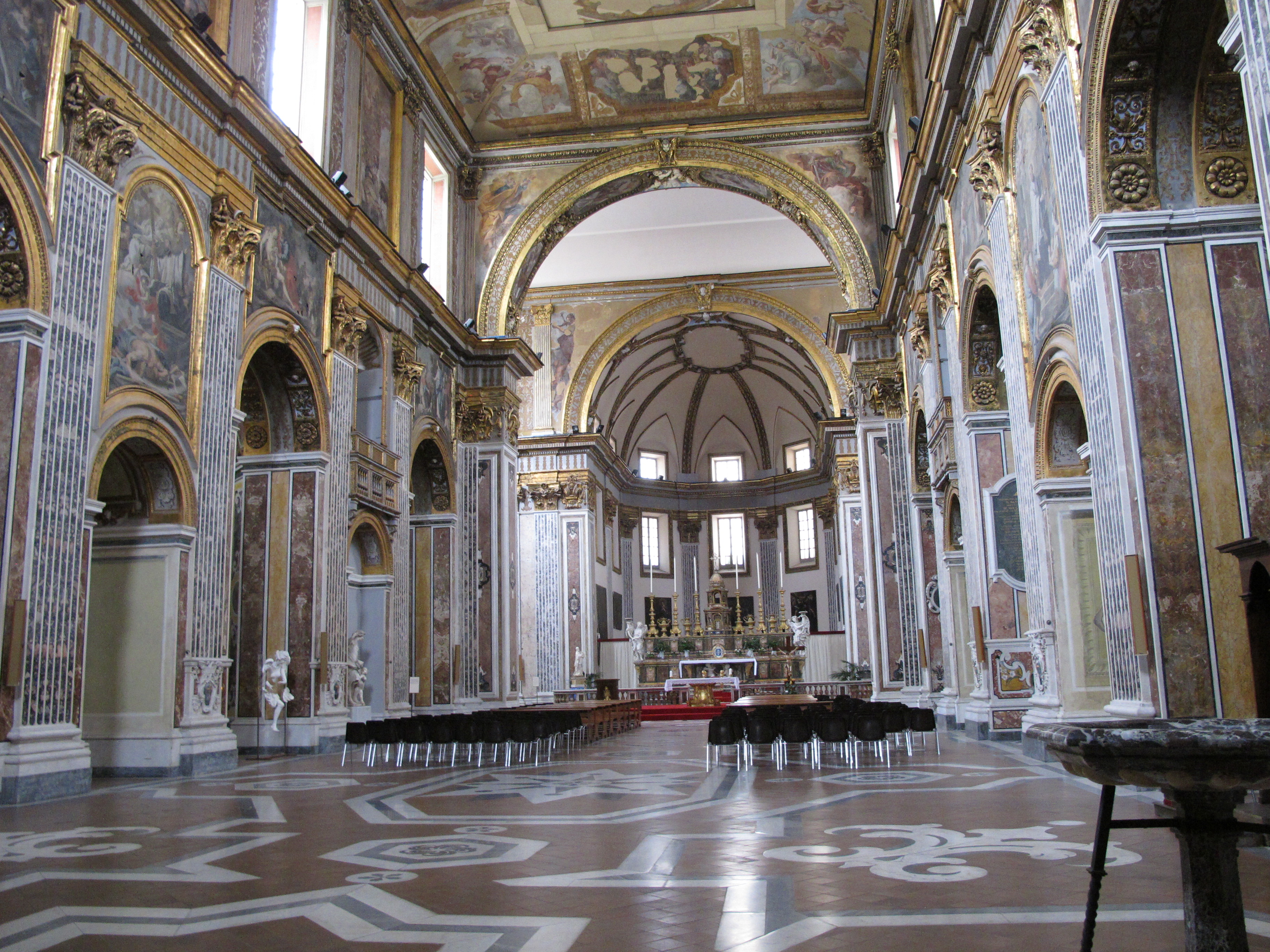
Nave de la basílica de San Paolo Maggiore (años 1580-1630), obra de Francesco Grimaldi, continuado por Giovan Battista Cavagna y Giovan Giacomo di Conforto
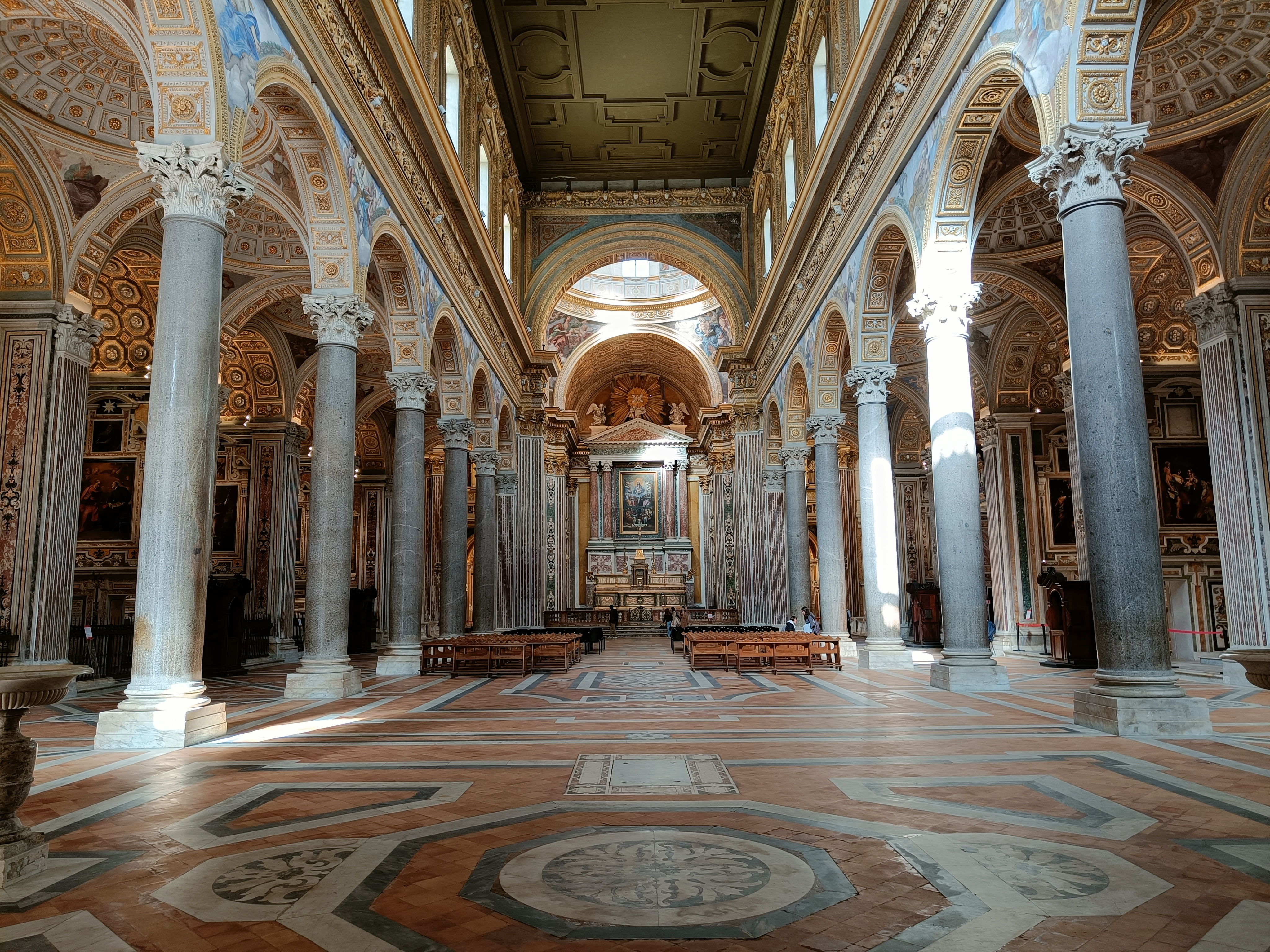
Nave de la iglesia de Girolamini (1592-1619); la fachada, de Ferdinando Fuga, es muy posterior (acabada en 1780)
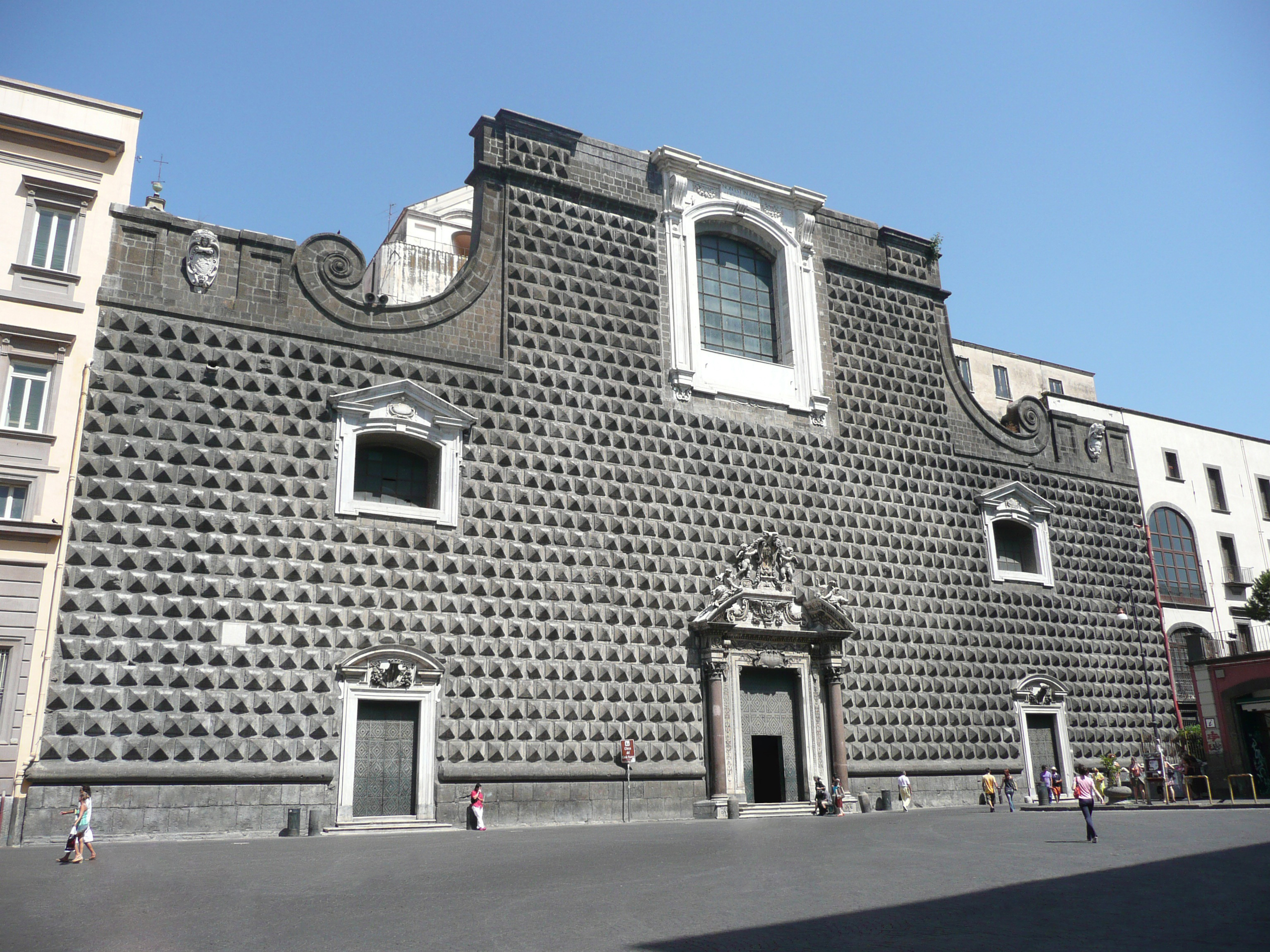
Iglesia del Gesù Nuovo (1584-1725), con su fachada reutilizada del anterior palazzo Sanseverino

### Segunda fase (1626-1688)

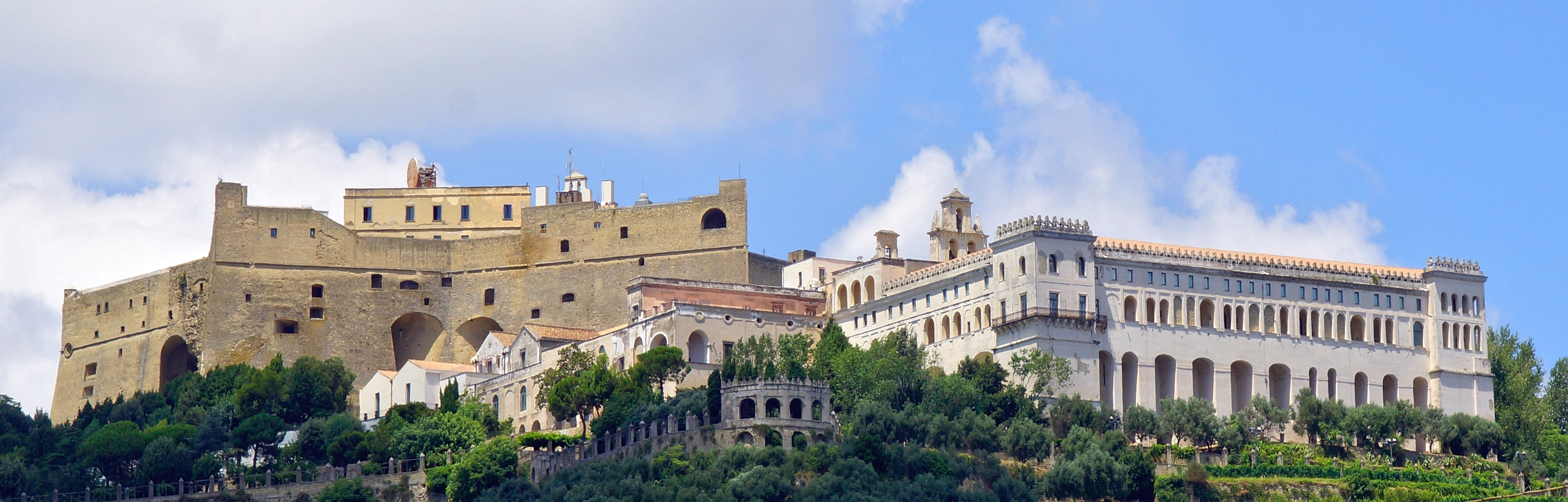
El Castel Sant'Elmo y la Cartuja de San Martino, principal obra religiosa en la ciuda en la época

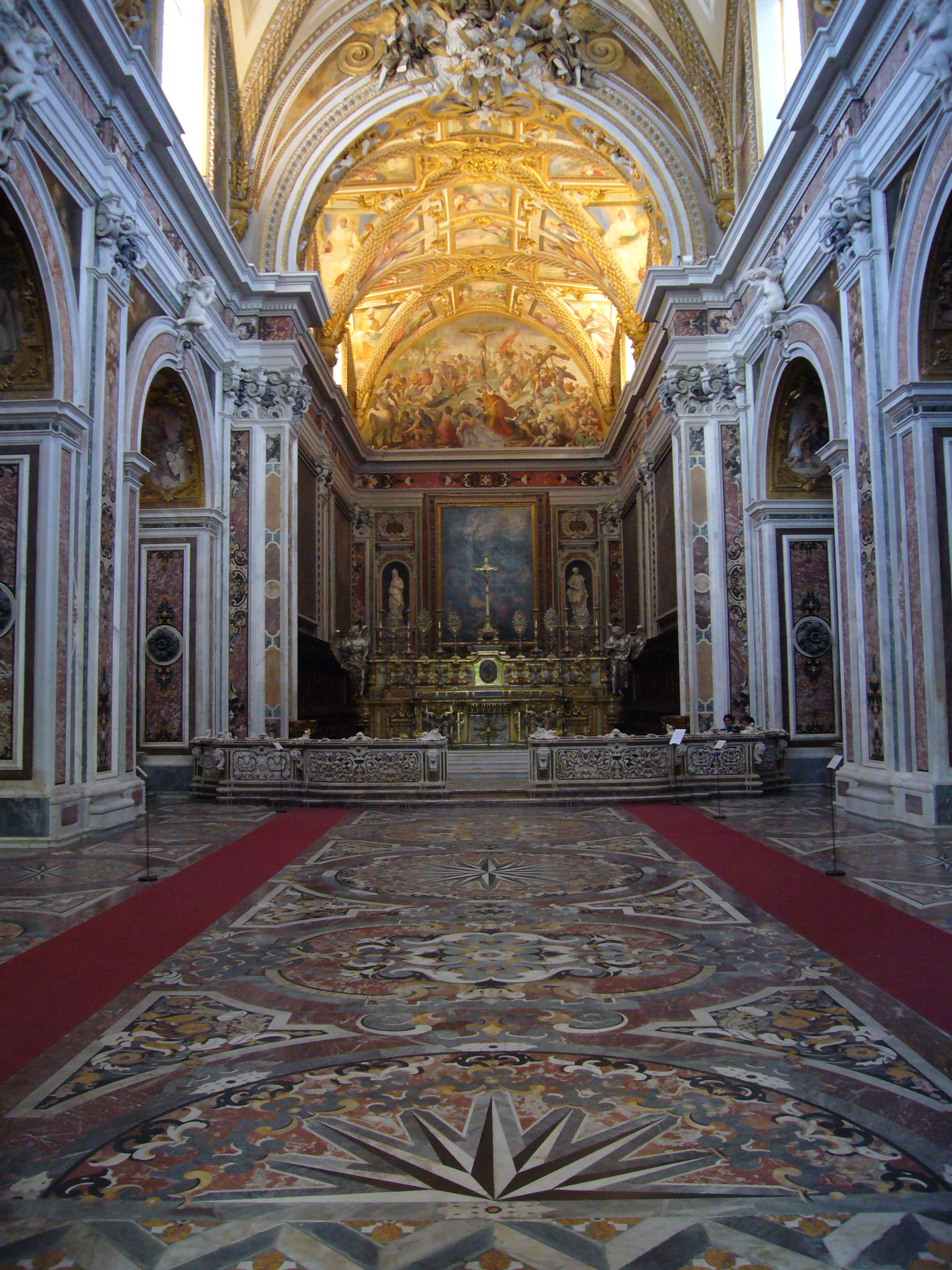
Nave de la cartuja de San Martino, cuya decoración marmorea (incluido el pavimento) es obra de Cosimo Fanzago

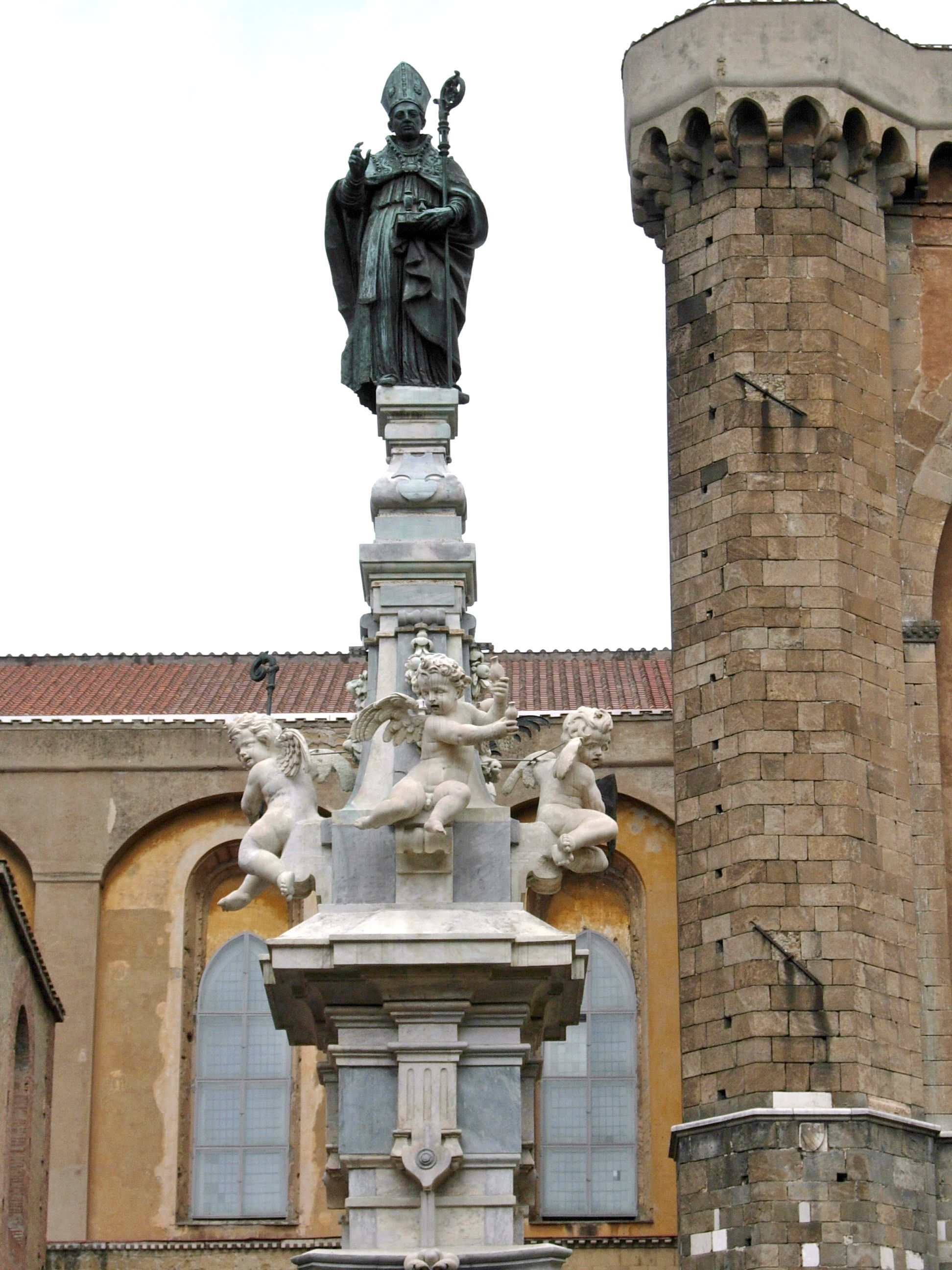
Obelisco de San Genaro, en la plaza Riario Sforza (Nápoles)

La segunda fase del barroco napolitano comienza con la llegada del escultor y arquitecto lombardo Cosimo Fanzago a las obras de la cartuja de San Martino. La cartuja se convirtió en una especie de laboratorio de las artes para Fanzago y otros muchos artistas de la época. A lo largo de su extensa carrera, Fanzago se dedicó a la arquitectura y la escultura, y creó importantes obras en la ciudad. Sus considerables capacidades como arquitecto le llevaron también a construir numerosos edificios. Comenzó su actividad en torno a 1626, cuando su predecesor, Giovan Giacomo di Conforto, dejó las obras de la cartuja. Fanzago se convirtió en supervisor, llevando a cabo la decoración escultórica de la iglesia principal del complejo y las esculturas del claustro y el cementerio de monjes adyacente, así como otras obras de gran valor artístico. Además, se interesó por la pintura, sobre todo gracias a su admiración por artistas como José de Ribera, apodado Lo Spagnoletto.
Su actividad se multiplicó en la década de 1630, cuando construyó el obelisco de San Genaro y se encargó de la restauración de la iglesia de Gesù Nuovo, con decoraciones de piedras semipreciosas en mosaico florentino. También realizó diseños para la iglesia de los jesuitas, hoy llamada de San Fernando. Se convirtió en un artista muy solicitado por la aristocracia napolitana, que le confió el diseño o renovación de sus residencias, como en el caso del palacio Carafa di Maddaloni, el palacio Donn'Anna y el palacio Firrao.
A la luz de sus actividades, Fanzago puede considerarse el auténtico fundador del barroco napolitano. Además, la arquitectura y la escultura son complementarias en sus obras. Por ejemplo, en el obelisco de San Genaro no existe una clara distinción entre los elementos arquitectónicos y los esculturales. La columna, rodeada de volutas, está decorada con medallones y guirnaldas de frutas. Los altares se convierten en un escenario que engloba escultura y arquitectura: se conciben no solamente para las celebraciones litúrgicas, sino también para dividir el espacio público, que termina en el coro, del reservado a los oficiantes. El acceso entre los dos se realiza por vanos construidos en mármol a ambos lados del altar, que se transforma en un mueble sagrado.
La actividad de Fanzago supera con mucho los límites de Nápoles, y se extiende por la provincia de Caserta, Avellino, el sur del Lacio y Roma, Calabria, la catedral de Palermo y España.

Obras de Cosimo Fanzago en Nápoles
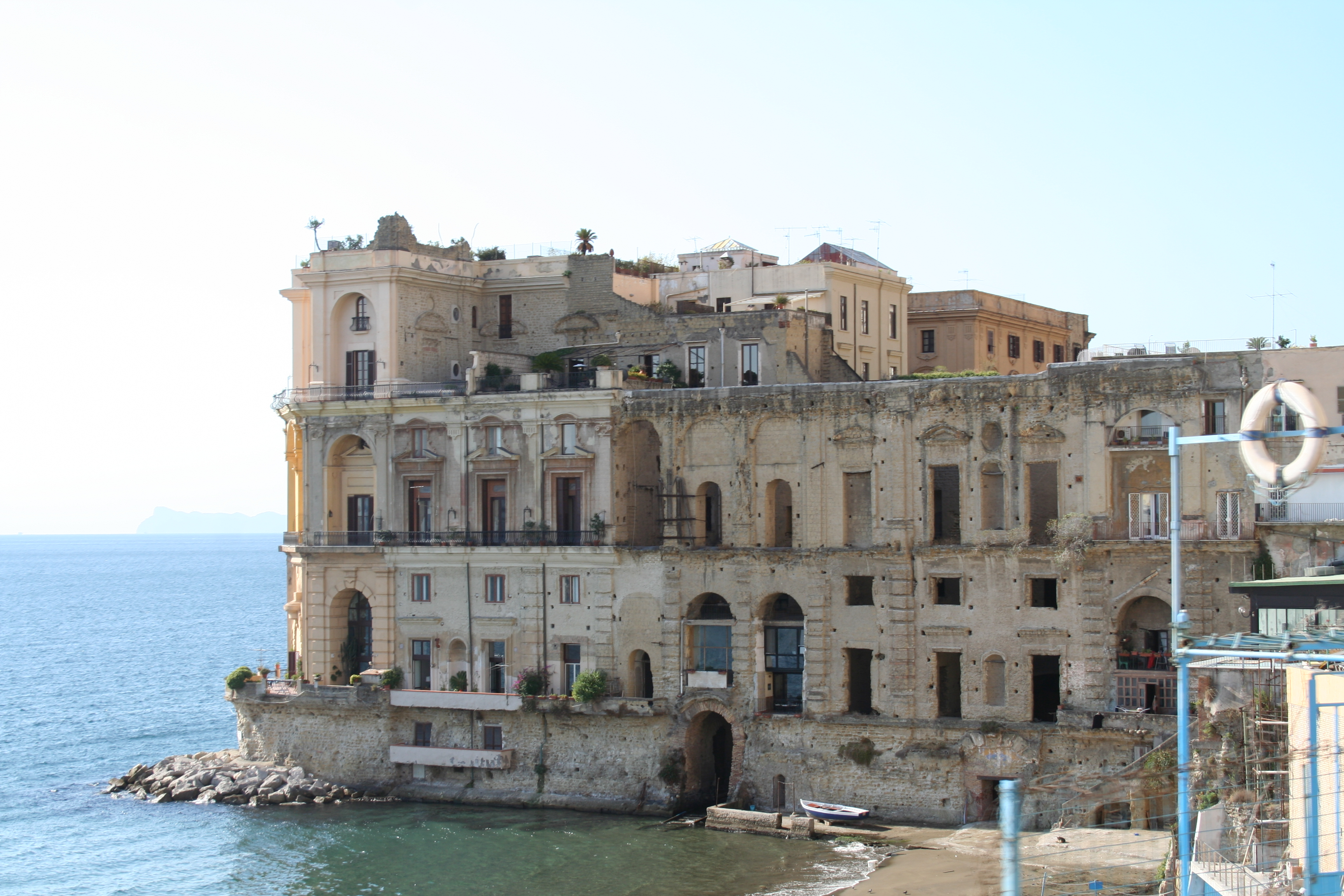
Palacio Donn'Anna (ca. 1640-1648)
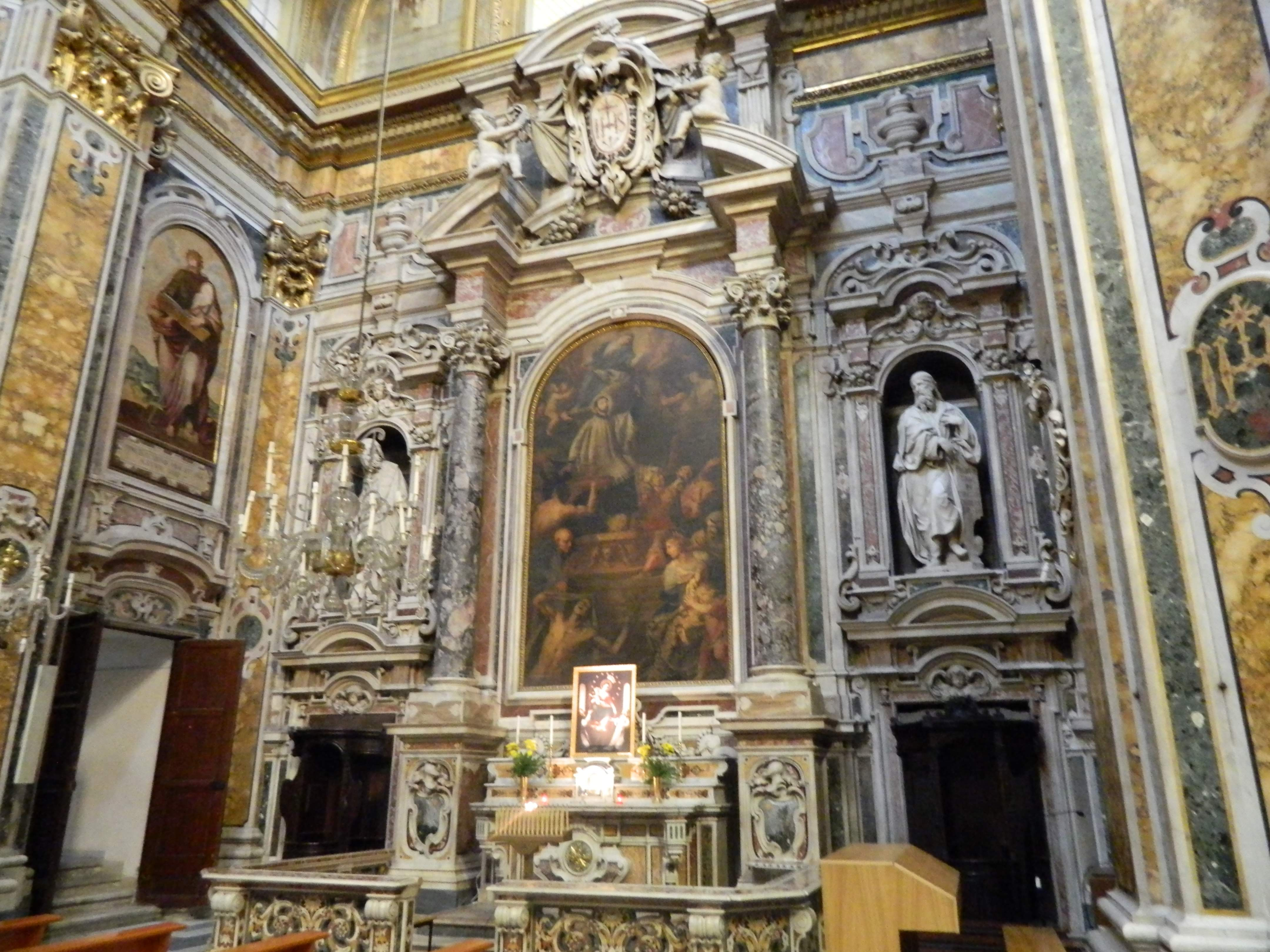
Altar de San Francesco Saverio en la Basilica del Gesù Vecchio
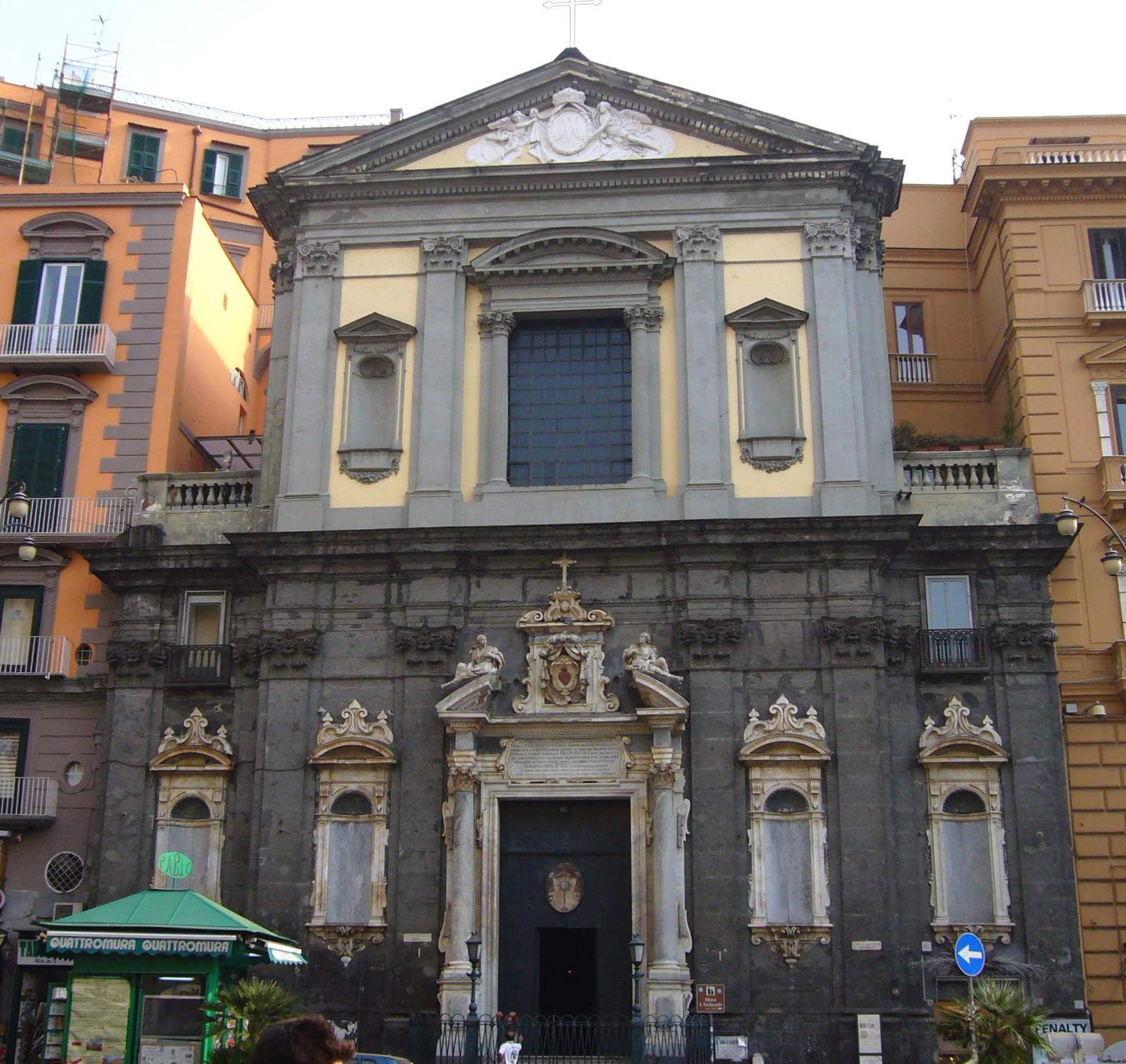
Iglesia de San Ferdinando (1636-1759)
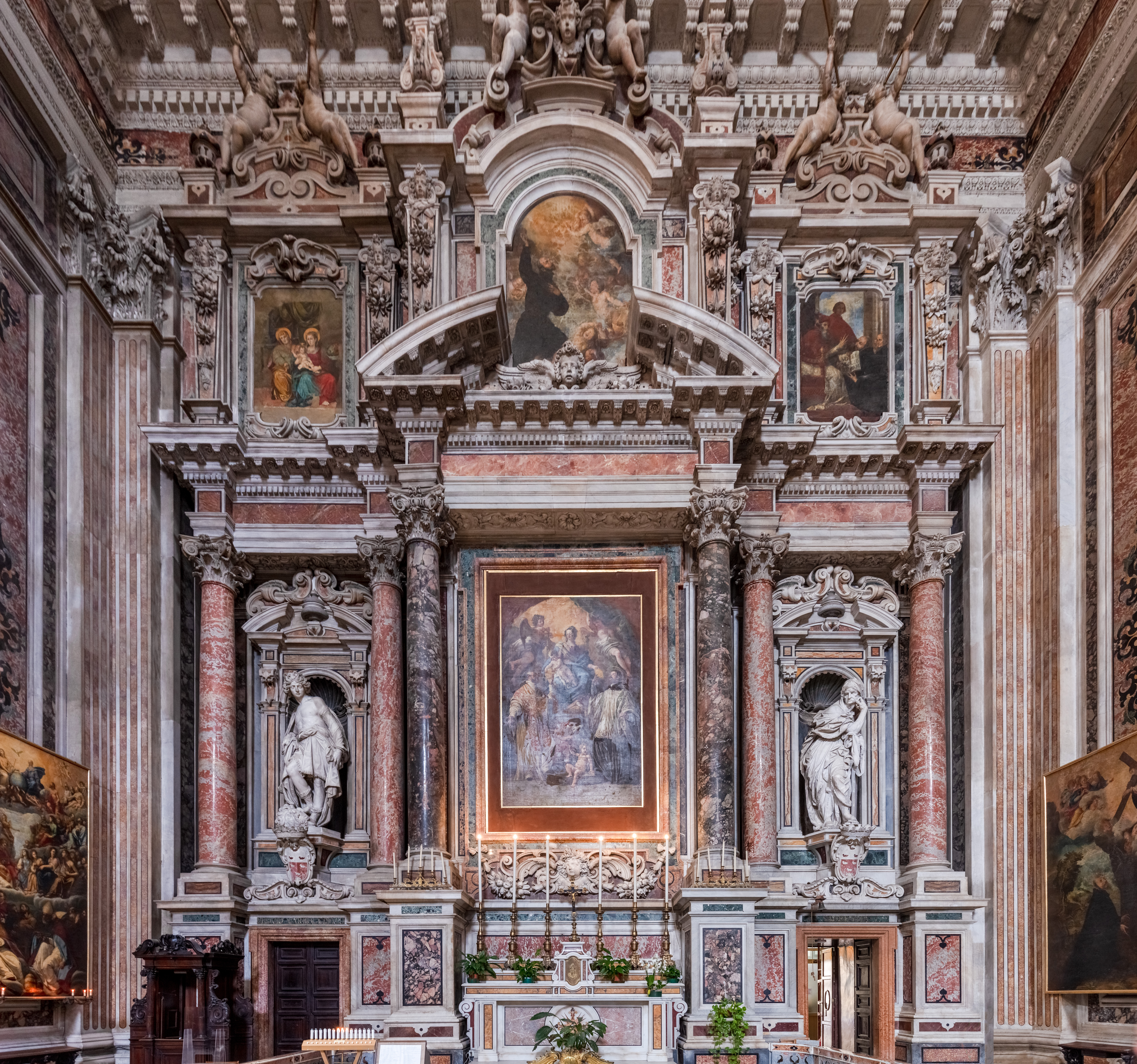
Altar de San Ignacio de Loyola en la Iglesia del Gesù Nuovo
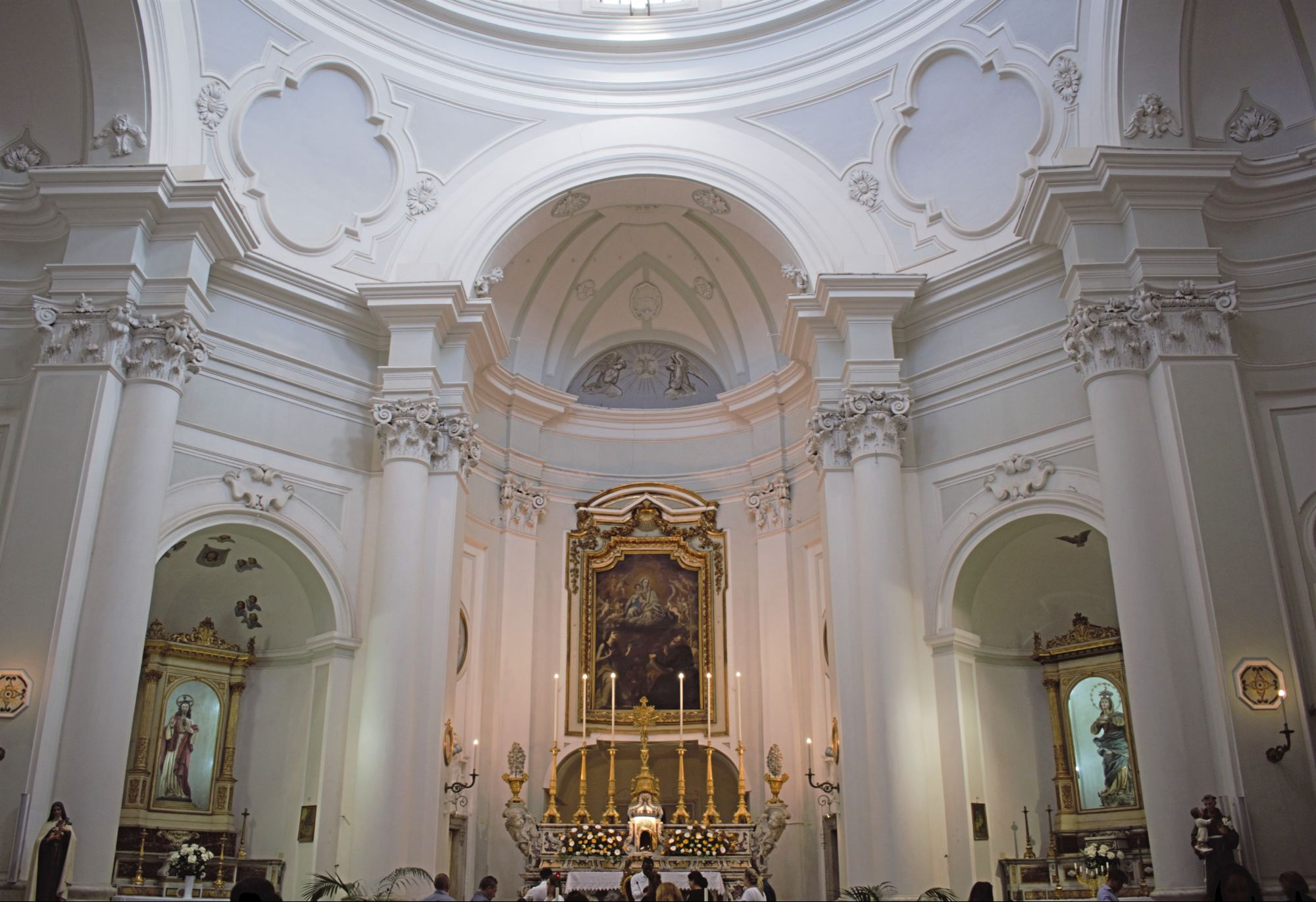
Interior de la iglesia de Santa María Egiziaca en Pizzofalcone

Sus contemporáneos napolitanos, como Francesco Antonio Picchiatti (1617-1694), ingeniero y arquitecto real, y Dionisio Lazzari (1617-1689), también fueron muy populares entre los mecenas de la época. El primero se diferenció del estilo de Fanzago por su arquitectura más clásica, mientras que el segundo desarrolló un estilo barroco más consolidado. Lazzari trabajó sobre todo en el palacio Firrao y en la iglesia de Santa Maria della Sapienza, donde construyó la fachada, diseñada sin duda por Fanzago. Otras obras suyas son la iglesia de Santa Maria dell'Aiuto, alterada en el siglo XVIII por decoraciones en mármol, y la iglesia de San Giuseppe dei Ruffi, que no se finalizó hasta la segunda mitad del siglo XVII.
Otros arquitectos activos a mediados de siglo eran miembros de órdenes religiosas, como el cartujo Bonaventura Presti, natural de Bolonia, arquitecto e ingeniero que intervino en la construcción de la cartuja de San Martino. Su obra más importante es la antigua dársena, y también trabajó en el claustro de San Domenico de Soriano, aunque en ambos casos fue sustituido por Picchiatti.
Otro personaje importante fue Giovan Domenico Vinaccia (1625-1695), arquitecto, escultor y orfebre, formado en el taller de Dionisio Lazzari, y autor de la fachada de la basílica de Gesù Vecchio y de las decoraciones arquitectónicas y esculturas de varias iglesias napolitanas como las de Santa Maria Donnaregina Nuova, Sant'Andrea delle Dame y Santa Maria dei Miracoli.
Hay que citar al ingeniero y arquitecto Pietro de Marino, principal colaborador de Bartolomeo Picchiatti, que tras una carrera independiente se unió al ingeniero Natale Longo. Sus obras más célebres son la iglesia de Santa Maria di Montesanto, finalizada por Dionisio Lazzari, y la iglesia de San Potito.
Desde el punto de vista urbanístico, la superficie destinada a las construcciones se redujo drásticamente en esa época, a causa de la multiplicación de los edificios religiosos. Por tanto, los arquitectos tuvieron dificultades para crear proyectos en la ciudad vieja, por lo que comenzaron a construir casas particulares en el entorno de la colina de Pizzofalcone y en Chiaia. Las órdenes monásticas y las nuevas congregaciones transformaron las iglesias existentes, decorándolas con profusión de mármoles polícromos e incrustaciones de piedras, y en ocasiones las derriban para reconstruirlas según planos más elaborados.

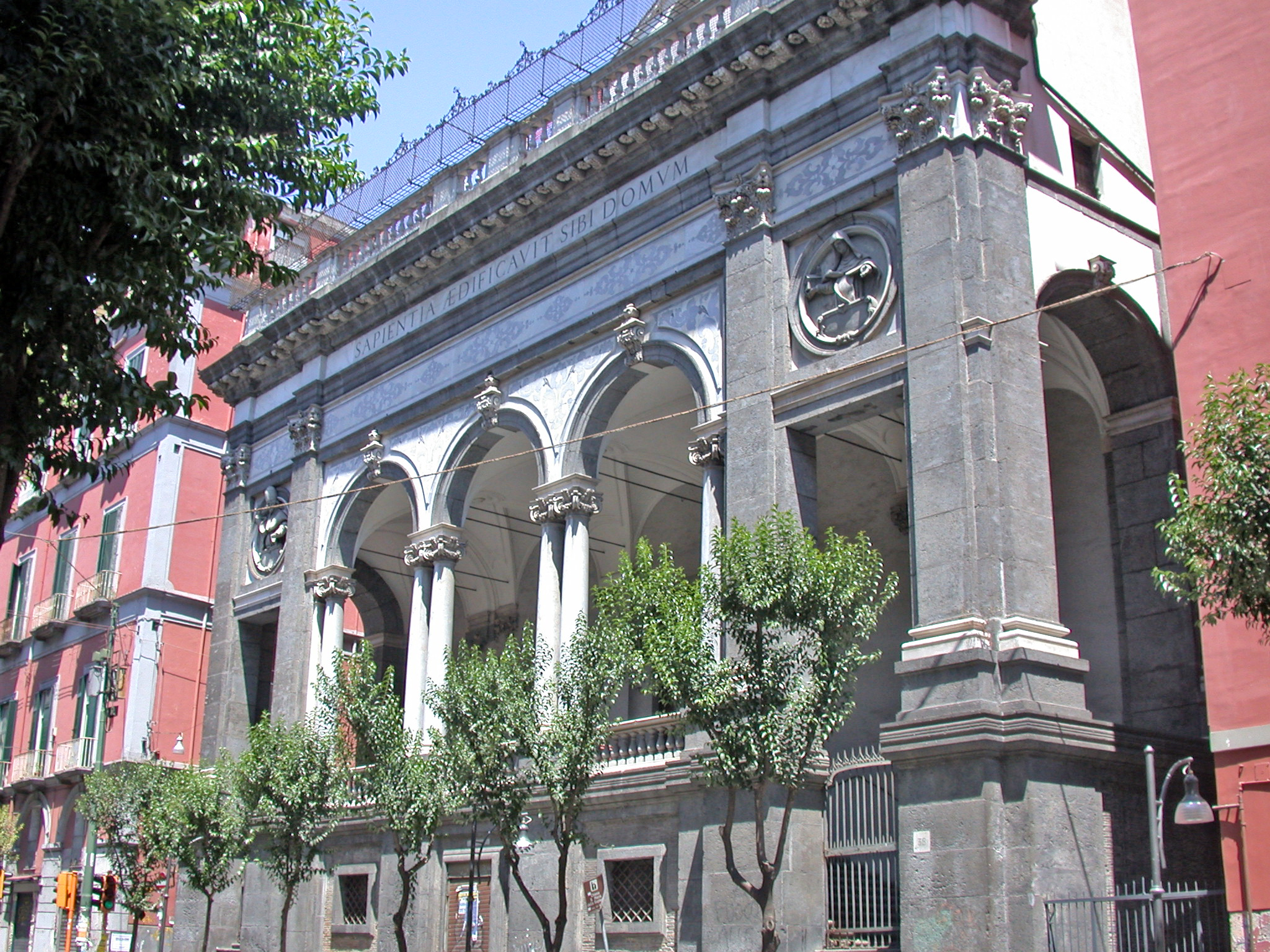
Fachada de Santa Maria della Sapienza, obra de Lazzari a partir de un proyecto de Fanzago
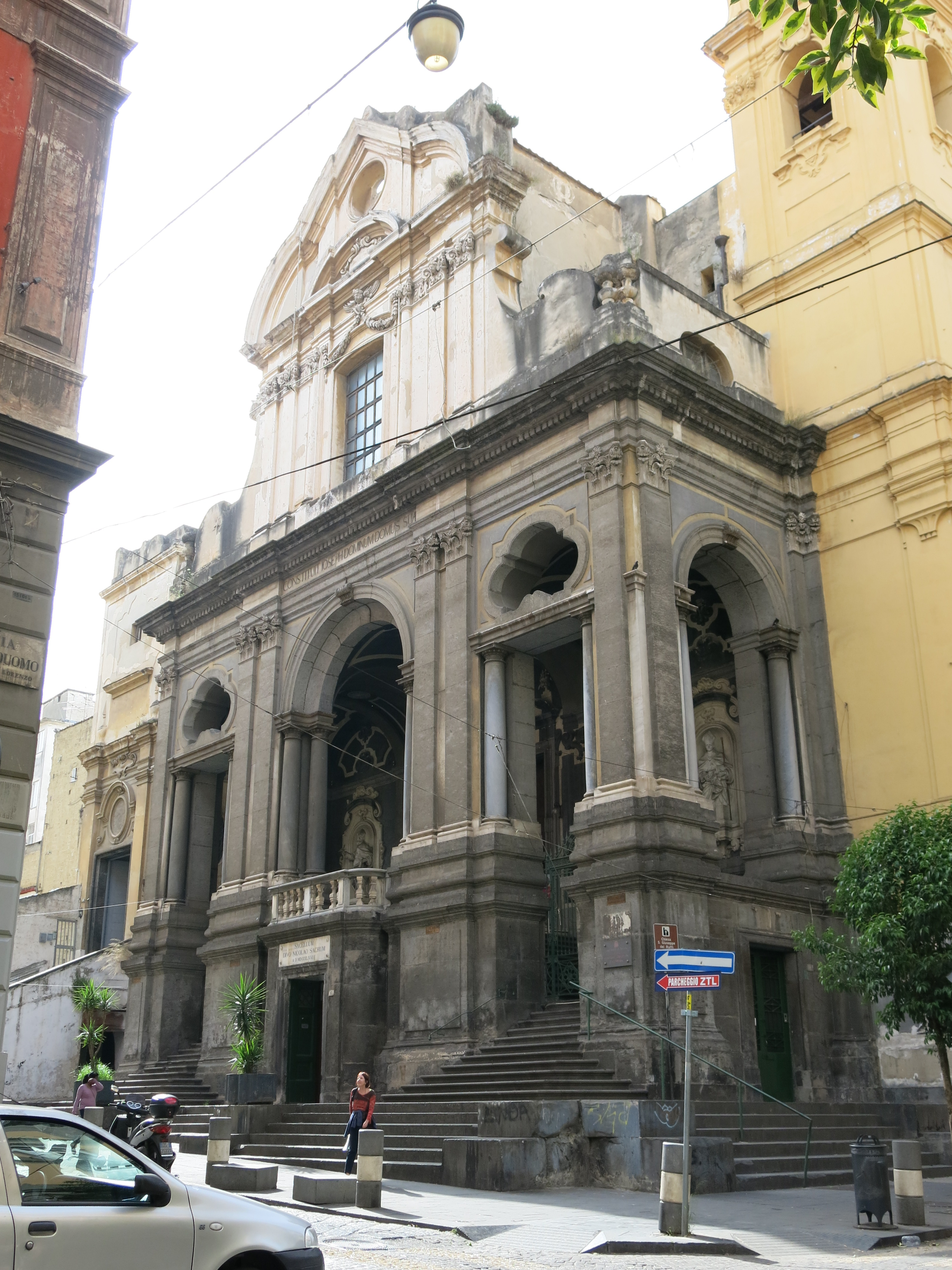
Iglesia de San Giuseppe dei Ruffi
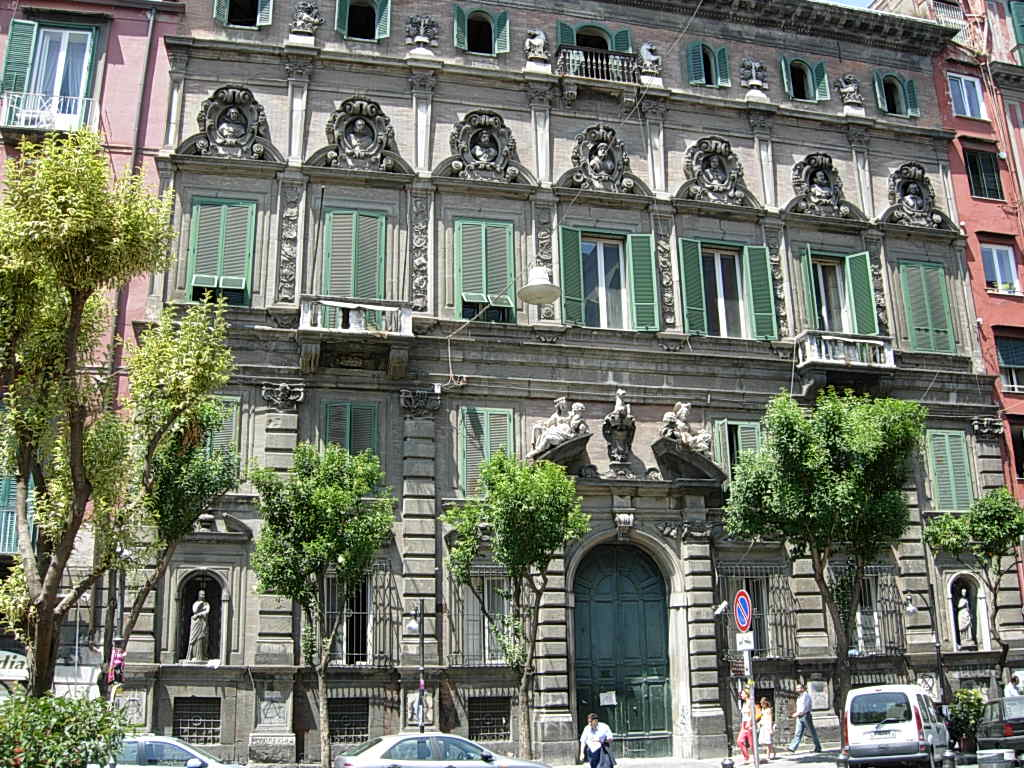
Fachada del Palazzo Firrao (1635-1645), Nápoles, obra de Lazzari a partir de un proyecto de Fanzago
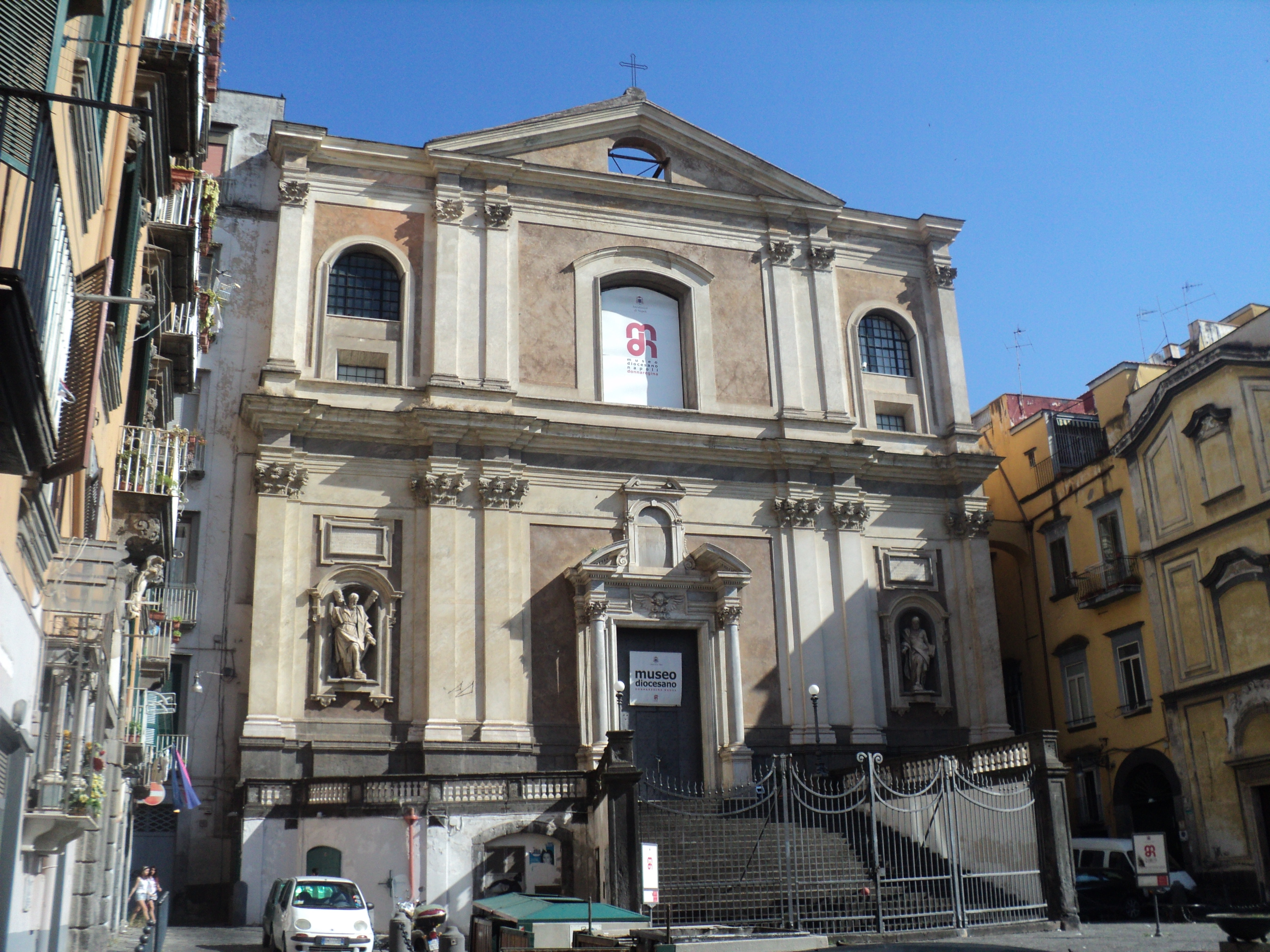
Santa Maria Donnaregina Nuova (1617-1669), decoraciones obra de Giovan Domenico Vinaccia

### Tercera fase (1688-1.ª mitad del XVIII)

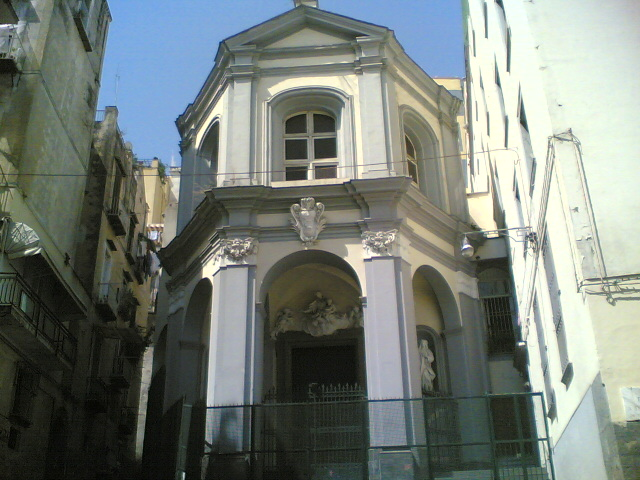
Fachada de la iglesia de Santa Maria del Rosario de Portamedina

En 1688 y 1693, en un corto lapso de tiempo, dos terremotos causaron daños en numerosos edificios de la ciudad. El seísmo de 1688 provocó varios derrumbes, como el de la antigua fachada de la basílica de San Paolo Maggiore, que se había modernizado solo unos años antes en estilo barroco, según el diseño de Dionisio Lazzari. Gracias a la intervención de la nobleza, los daños en la ciudad fueron reparados rápidamente. Un ejemplo es la reconstrucción de la localidad de Cerreto Sannita, a cargo del conde Marzio Carafa, tras el temblor de tierra del 5 de junio de 1688.
Durante la época de reparaciones tras los seísmos, los arquitectos de la transición entre los dos siglos fueron los más activos. El primero que podemos distinguir es el pintor y arquitecto Francesco Solimena, que diseñó el Palazzo Solimena, de uso privado, la fachada de la iglesia de  San Nicola alla Carità, que construyó más tarde Salvatore Gandolfo, y varias obras menores, como el campanario de la catedral de Nocera Inferiore y el nuevo portal de la iglesia de San Giuseppe dei Vecchi.

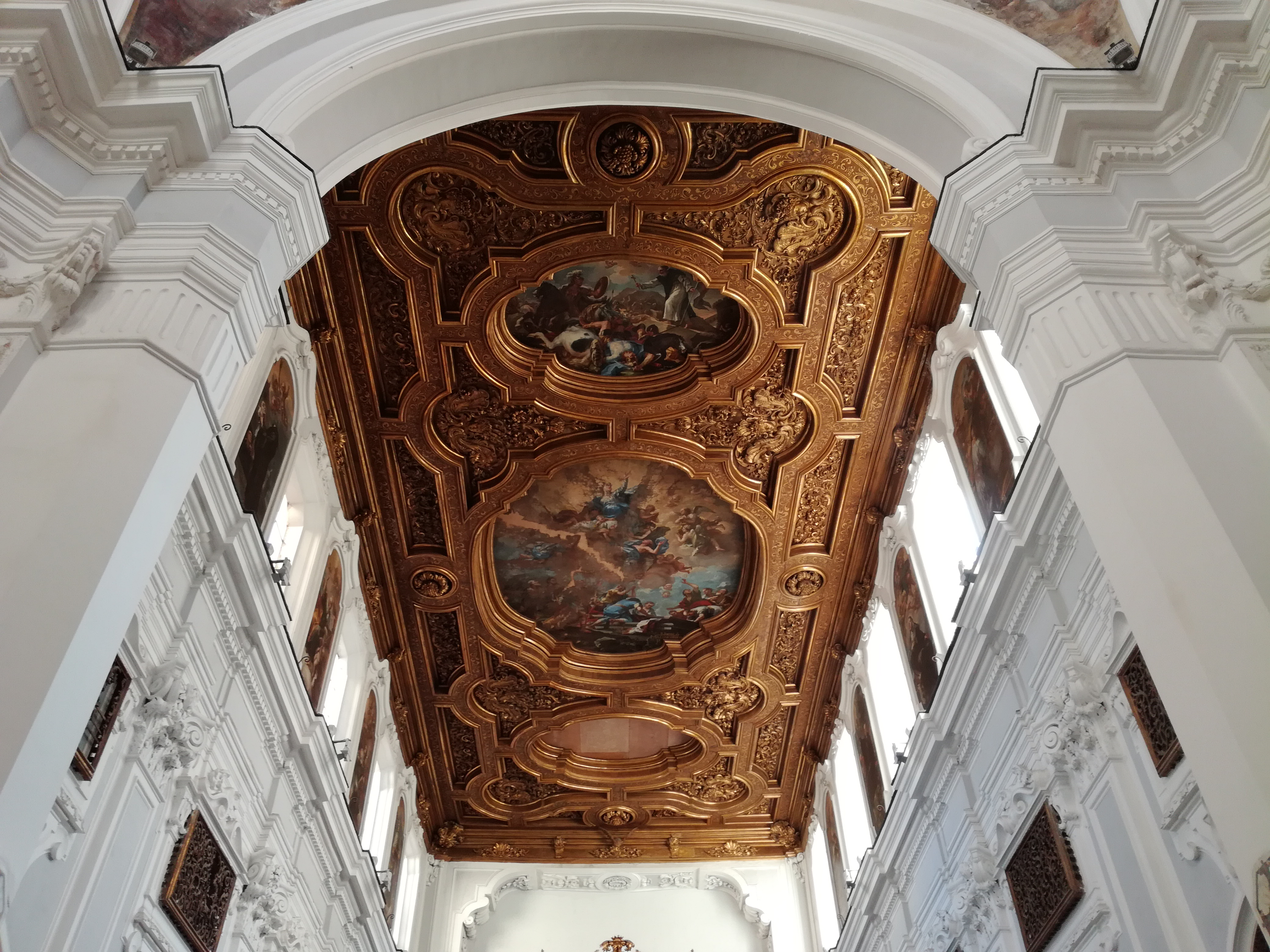
Bóveda de la iglesia de Santa Maria Donnalbina, en madera tallada de Guidetti y pinturas de Malinconico (1701), decoraciones en estuco de Guglielmelli (finales del)

Los otros dos representantes de la transición son Arcangelo Guglielmelli y Giovan Battista Nauclerio.
El primero, colaborador de Lazzari, restauró el convento de Santa Maria delle Periclitanti y la iglesia de Santa Maria Donnalbina, y colaboró en la edificación de la catedral de Salerno, donde construyó la naba, inspirada en la de la abadía benedictina. Giovan Battista Nauclerio fue alumno de Francesco Antonio Picchiatti y trabajó para diversas órdenes y congregaciones. Los carmelitas le encargaron rehacer la fachada de la iglesia de Santa María della Concordia. Diseñó el convento y la iglesia de San Francesco degli Scarioni, construida entre 1704 y 1721. Terminó la iglesia de Santa Maria delle Grazie en la plaza Mondragone (iniciada por Arcangelo Guglielmelli poco antes de su muerte), donde se conserva un altar en mármol diseñado por Ferdinando Sanfelice. En el intervalo, diseñó diversos edificios religiosos y civiles, como una capilla de la catedral de Avellino y la villa Faggella.
A principios del siglo XVIII, Nápoles sufre una expansión urbana incontrolada a causa del rápido aumento de la población. Los representantes de este siglo son Domenico Antonio Vaccaro y Ferdinando Sanfelice, cuyo estilo se encuentra a mitad de camino entre el de Cosimo Fanzago y el de Johann Bernhard Fischer von Erlach. Además, varios arquitectos romanos se trasladan a Nápoles a trabajar para el rey, como Giovanni Antonio Medrano y Antonio Canevari, a quien se debe el Palacio Real de Capodimonte. Otro arquitecto notable de esta época es Niccolò Tagliacozzi Canale, que trabajó principalmente en la cartuja San Martino, y también construyó los palacios Mastelloni y Trabucco.Asimismo, hay que citar a Giuseppe Astarita, activo hasta la segunda mitad del siglo entre Nápoles y la región de Apulia.

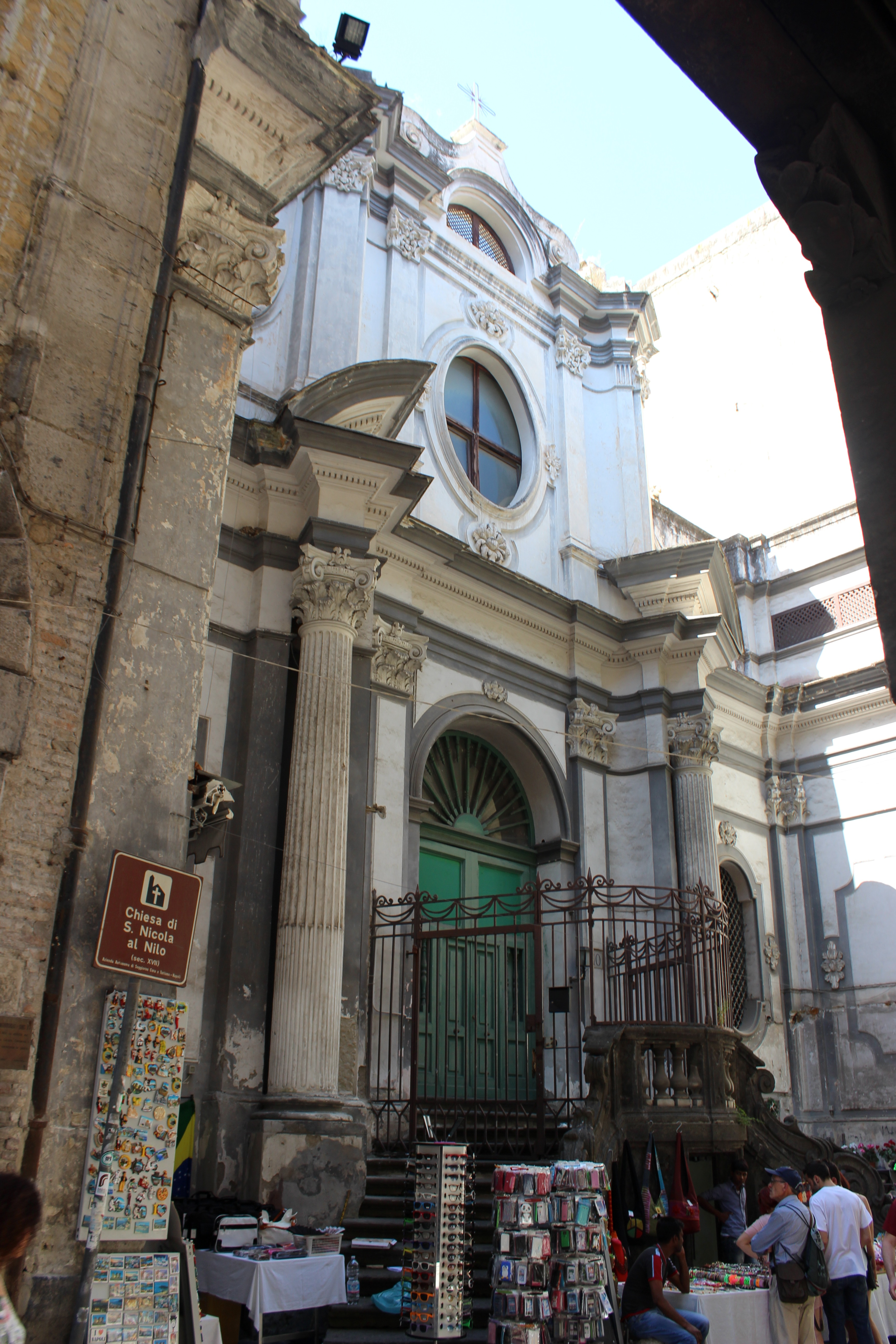
Fachada de la Iglesia de San Nicola a Nilo

En el siglo XVIII se encuentran activos otros arquitectos también muy importantes, como Enrico Pini, Giuseppe Lucchese Prezzolini e Antonio Guidetti. Pini es un monje que hacia mediados de siglo construye la fachada de la iglesia de San Carlo alle Mortelle y trabaja en el interior de la iglesia de Gesù delle Monache con Arcangelo Guglielmelli, Lorenzo Vaccaro y Nicola Cacciapuoti. Pini diseña también el altar de la iglesia. Giuseppe Lucchese Prezzolini adquiere fama por su intervención en la Iglesia de San Nicola a Nilo, mientras que Antonio Guidetti trabaja en la iglesia de Santa Maria della Colonna. Estas dos iglesias inspiran en la arquitectura de Francesco Borromini: en la primera se observa un ritmo cóncavo-convexo de la perspectiva, y en la segunda, las perspectivas extienden la composición hacia el espacio situado enfrente.

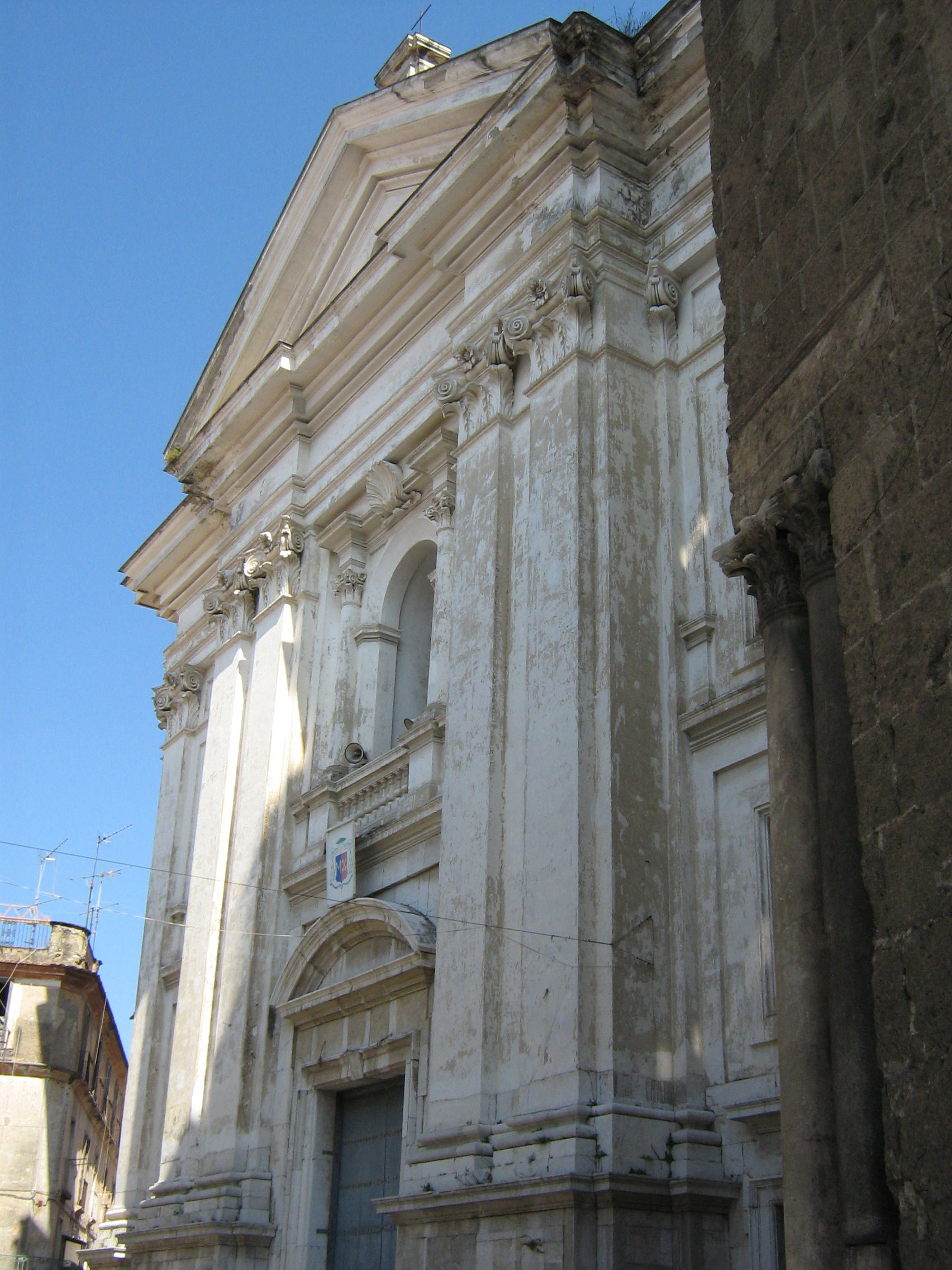
Catedral de San Pablo Apóstol, en Aversa, fachada de Buratti

En la primera mitad del siglo se instalan en Aversa y sus alrededores varias personalidades romanas, que contribuyen a la formación de un vocabulario «arcadio» de la arquitectura napolitana. Entre ellos, Carlo Buratti (Catedral de San Pablo), Francesco Antonio Maggi, Philippe de Romanis y Paolo Posi. Hacia mediados del siglo XVIII, estos arquitectos, así como numerosos defensores del clasicismo barroco, como Ferdinando Fuga y Luigi Vanvitelli, dan a la arquitectura un aire de decoro y serenidad, típico de la escuela romana. Vanvitelli contaba con numerosos colaboradores y estudiantes que en la década de 1750 consiguen revertir la moda barroca, dirigiendo el gusto hacia el clasicismo de la Academia de la Arcadia.
Entre los arquitectos que ayudaron al éxito del barroco cortesano de Luigi Vanvitelli se distingue Tagliacozzi Canale, que no muestra más que una ligera influencia, pero participó en la construcción de la piazza Dante. Poco antes, Canale había trabajado como contable, sin sueldo, con el ingeniero real Giuseppe Pollio en el Real Albergo dei Poveri de Nápoles
Los hermanos Luca y Bartolomeo Vecchione se mantienen dentro de la cultura clásica de la época, pero dan un toque de originalidad a sus composiciones, sobre todo Bartolomeo, que aunque menos conocido, hace gala de una personalidad refinada en la concepción de la Farmacia degli Incurabili. También hay que mencionar a Giovanni del Gaizo, Pollio, Astarita y Gaetano Barba.
Una de las características de la arquitectura civil del siglo XVIII es la utilización de decoraciones elaboradas en la composición de escaleras y patios, en lo que se especializa Ferdinando Sanfelice, creador de la escalera del Palazzo dello Spagnolo, colocada teatralmente al fondo de un estrecho espacio.

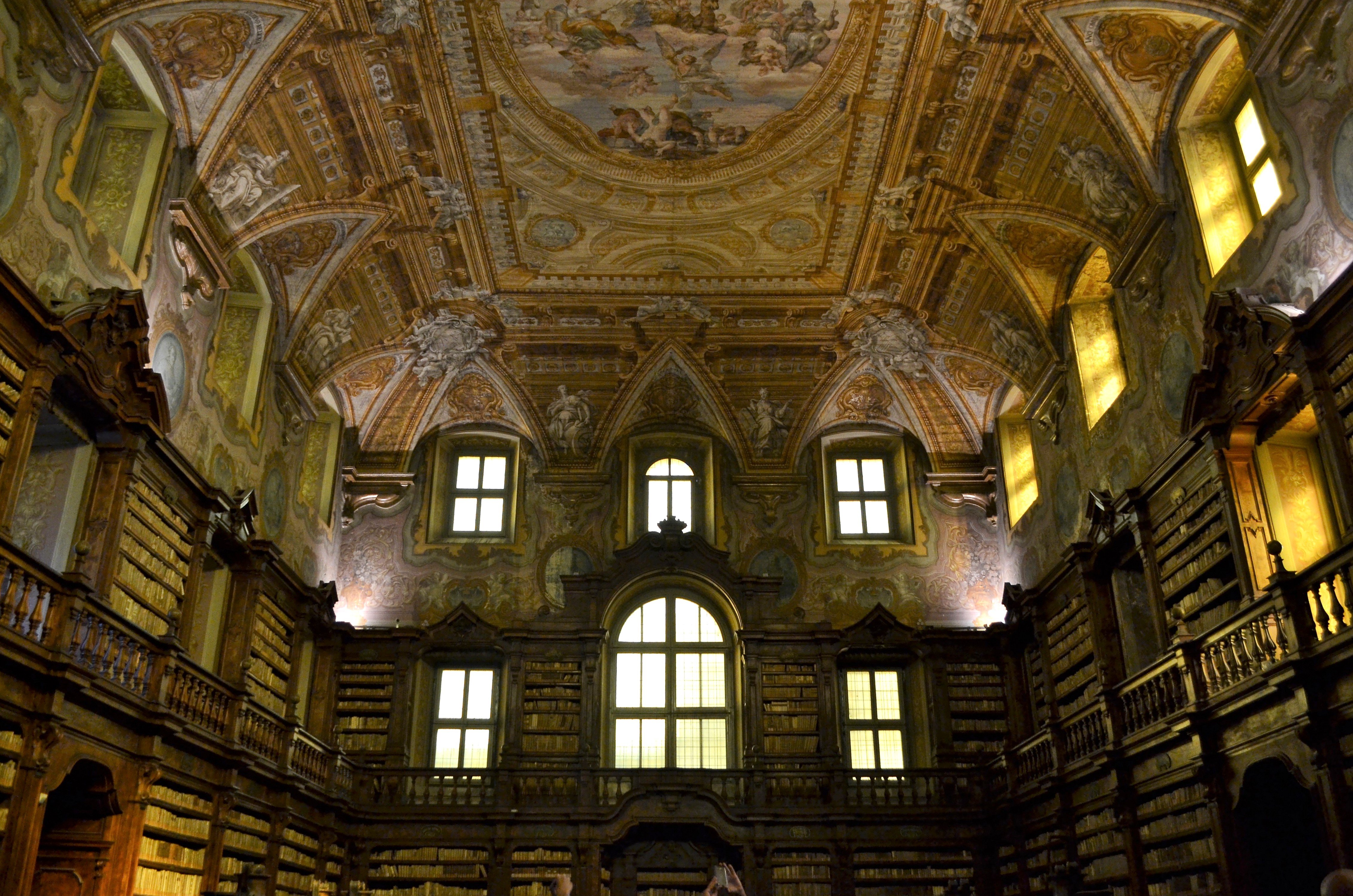
Biblioteca Oratoriana dei Girolamini, abierta en 1586, es la bibliteca más antigua de Nápoles, reacondicionada por Arcangelo Guglielmelli y acabada por su hijo en 1727
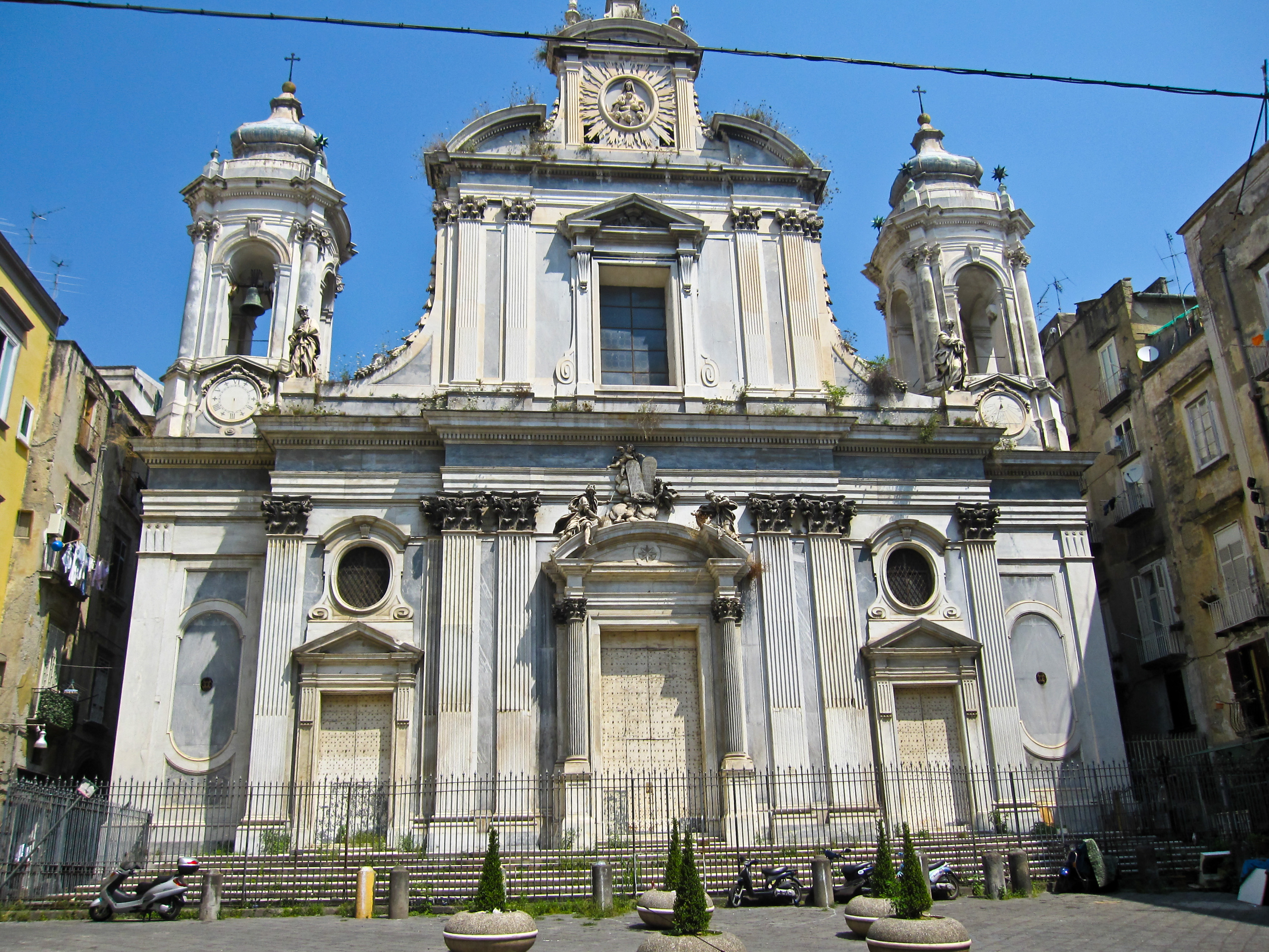
Iglesia de Girolamini. La conservadora fachada del barroco tardío de Ferdinando Fuga contradice su tardía fecha (1780)